# Musikjahr 1948
Liste der Musikjahre

◄◄ | ◄ | 1944 | 1945 | 1946 | 1947 | Musikjahr 1948 | 1949 | 1950 | 1951 | 1952 | ► | ►►

Weitere Ereignisse · Country-Musik
Dieser Artikel behandelt das Musikjahr 1948.

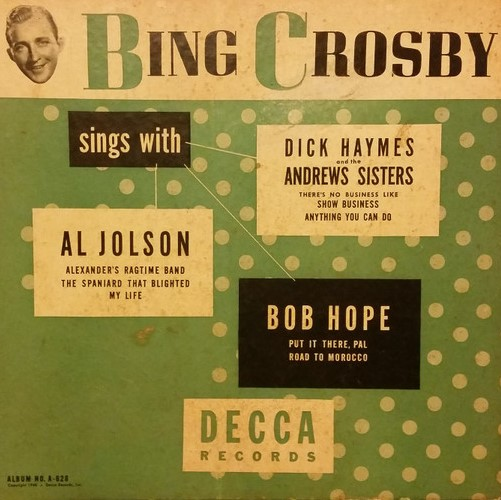
Bing Crosby – There’s No Business Like Show Business (1948)

Cowboy Copas – Tennesee Waltz (1948)

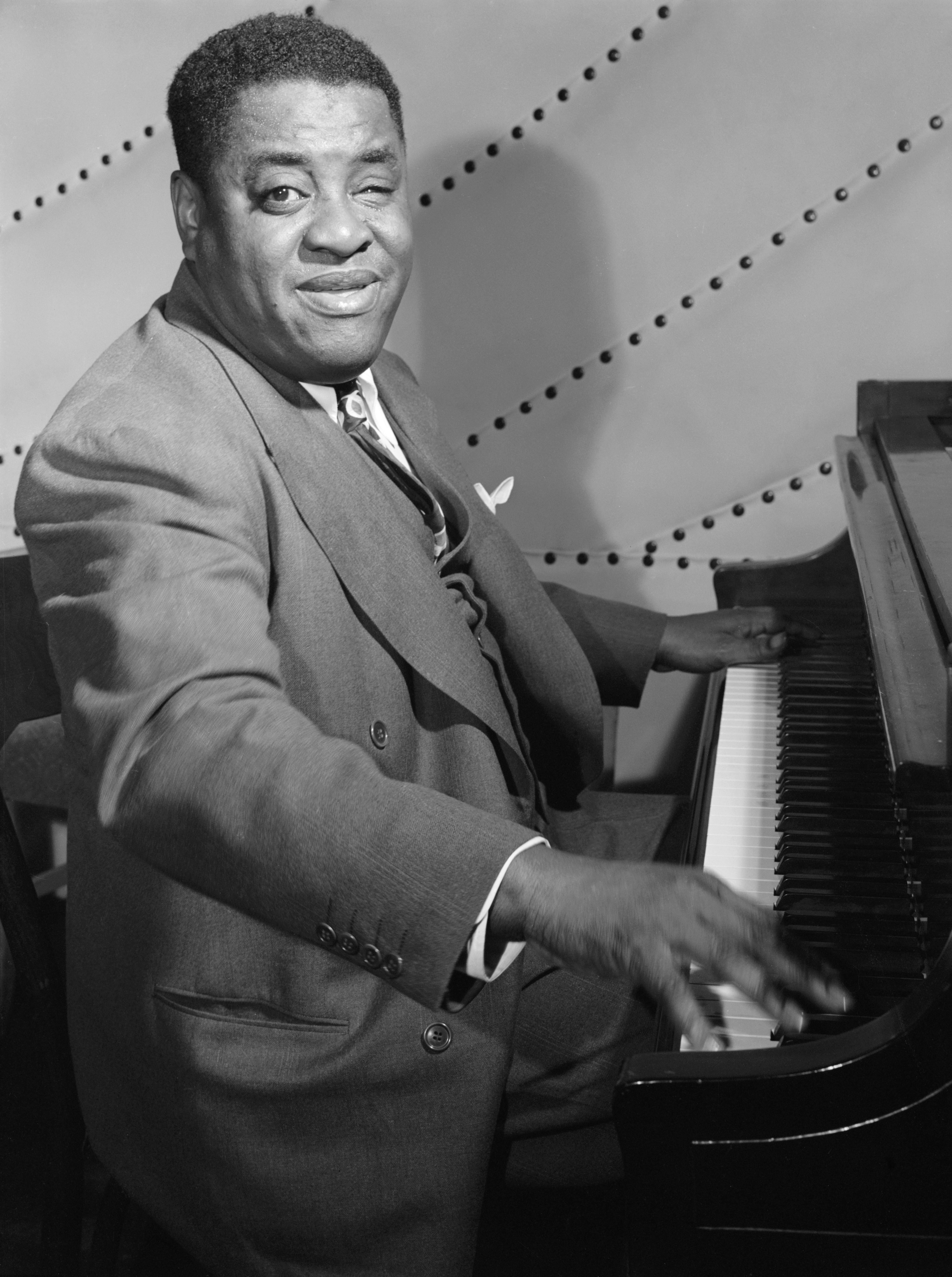
Art Tatum (1948)

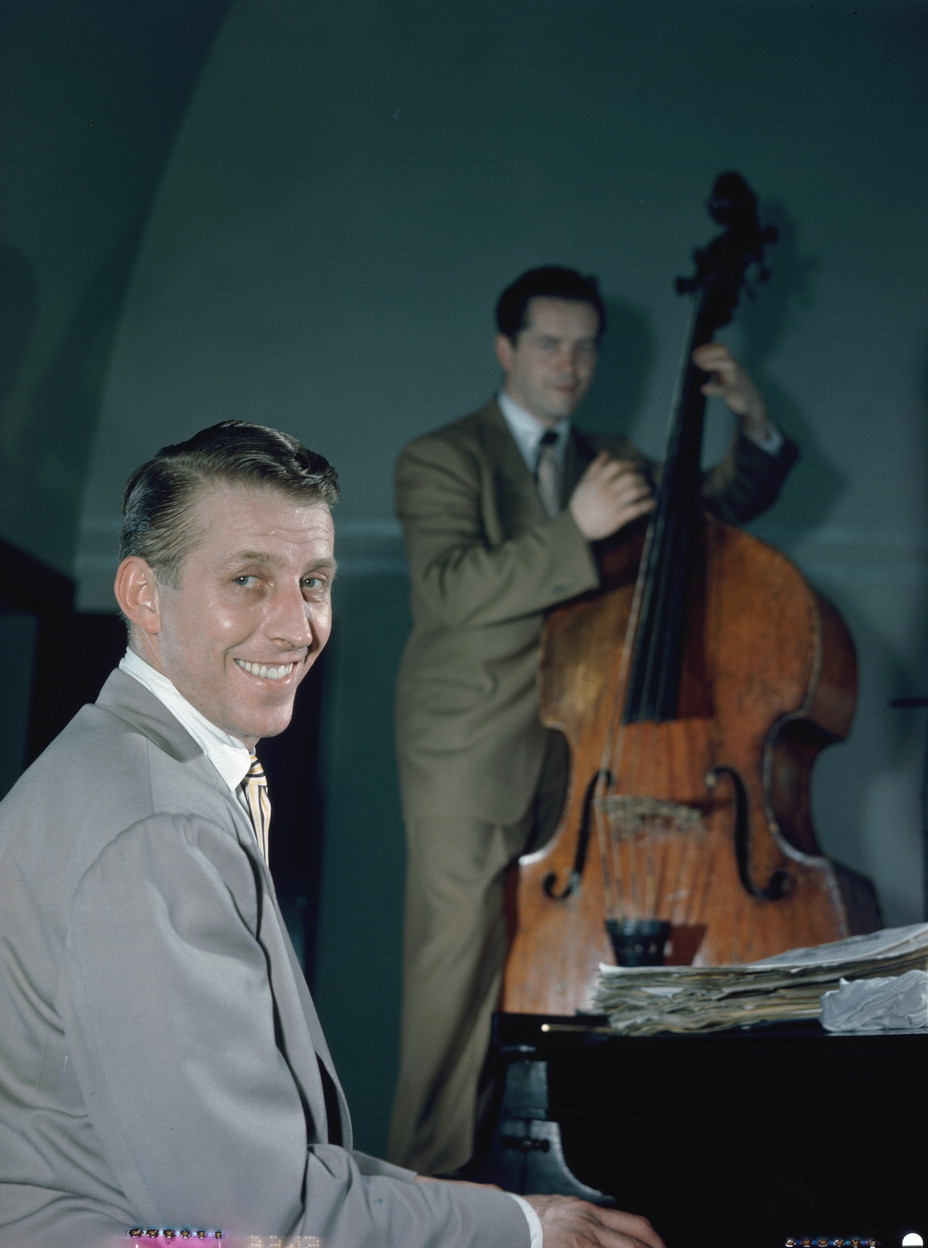
Stan Kenton mit Bassist Eddie Safranski (1948)

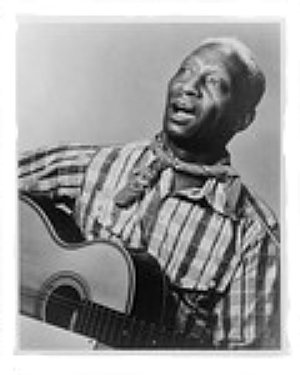
Leadbelly (1948)

## Ereignisse

### Amerika

#### Vereinigte Staaten von Amerika
- 20. März: Der berühmte italienische Dirigent Arturo Toscanini gibt sein Fernsehdebüt und dirigiert das NBC Symphony Orchestra in den Vereinigten Staaten in einem Programm mit den Werken von Richard Wagner.
- 03. April: Ludwig van Beethovens 9. Sinfonie wird zum ersten Mal vollständig im Fernsehen in einem Konzert des NBC Symphony Orchestra unter der Leitung von Arturo Toscanini gespielt. Der Chor wurde von Robert Shaw geleitet.
- 03. April: KWKH sendet erstmals den Louisiana Hayride, der in den 1950er-Jahren nur von der Grand Ole Opry an Popularität übertroffen wird.
- 15. Mai: Das Billboard Magazin führt eine zweite Hitparade für Country-Musik ein: die Best Selling Folk Retail Records. Somit war es möglich, zwei Nummer-eins-Titel zu haben.
- 21. Juni: Columbia Records führt die Langspielplatte in einer öffentlichen Vorführung im Waldorf-Astoria Hotel in New York City ein. Die LP („Long Playing“) mit 33 Umdrehungen pro Minute bietet 25 Minuten Musik pro Seite, im Vergleich zu den vier Minuten pro Seite der 78/min-Schallplatte, dem bisherigen Standard für Grammophonplatten.
- 15. Juli: Kurt Weills einaktige Folk-Oper Down in the Valley auf ein Libretto von Arnold Sundgaard wird in der Indiana University in Bloomington uraufgeführt.
- 24. Juli: Roy Acuff gibt seine Kandidatur für das Amt des Gouverneurs von Tennessee bekannt. Acuff, der für die Republikanische Partei antritt, wird die Wahl jedoch verlieren.
- Sommer: John Cage beginnt seine Lehrtätigkeit am Black Mountain College in North Carolina.
- 29. November: Erste Live-Übertragung einer kompletten Oper durch die Metropolitan Opera, der Eröffnungsvorstellung von Giuseppe Verdis Otello mit Ramón Vinay, Licia Albanese und Leonard Warren in den Hauptrollen, auf ABC-TV.
- 30. Dezember: Uraufführung von Kiss Me, Kate, des erfolgreichste Musical von Cole Porter auf ein Buch von Samuel und Bella Spewack im New Century Theatre in New York.
- 00. Dezember: Perry Como hat sein erstes Weihnachtsspecial im Fernsehen.
- Eddy Arnold dominiert die Country-Charts mit fünf Nummer-eins-Hits; der einzige Künstler außer Arnold, der 1948 die Spitze der Charts erreicht, ist Jimmy Wakely mit „One Has My Name (The Other Has My Heart)“.
- Al Jolson wird in einer Umfrage des Magazins Variety zum „beliebtesten männlichen Sänger“ des Jahres gewählt.
- Patti Page ist die erste Künstlerin, die die Technik des Mehrspur-Overdubbings einsetzt (später von Les Paul & Mary Ford populär gemacht).
- Otis Rush zieht nach Chicago und beginnt seine musikalische Karriere.
- Igor Strawinsky trifft zum ersten Mal auf Robert Craft, der Weggefährte Strawinskys bis zu dessen Tod werden wird und als sein Übersetzer, Chronist, assistierender Dirigent und Faktotum für unzählbare musikalische und gesellschaftliche Aufgaben fungieren wird.
- Gründung der Amato Opera, der „kleinsten Oper der Welt“, in New York City.
- Das Big D Jamboree geht in Dallas, Texas, erstmals auf Sendung.
- Der Chippewa Valley Barn Dance geht in Eau Claire, Wisconsin, erstmals auf Sendung.
- Der Country Carnival Barn Dance geht in San Gabriel, Kalifornien, erstmals auf Sendung.

### Europa

#### Deutschland

##### Amerikanische Besatzungszone
- 02. April: Konzertante Uraufführung der deutschen Kammeroper Simplicius Simplicissimus von Karl Amadeus Hartmann auf ein Libretto von Hermann Scherchen, Wolfgang Petzet und Karl Amadeus Hartmann beim Bayerischen Rundfunk.
- Erstmalige Vergabe des Bambis.
- Gründung der Bayerischen Akademie der Schönen Künste.

##### Britische Besatzungszone
- 07. November: Im Rahmen eines Schulwettbewerbs aus Anlass des Goethe-Jahres erhält Friedhelm Deis, Kirchenliedkomponist der Neuapostolischen Kirche, den Preis des Kulturministers des Landes Nordrhein-Westfalen für eine Klaviersonate, fünf Präludien und Fugen.

##### Französische Besatzungszone
- Hans Werner Henze wird musikalischer Assistent am Deutschen Theater in Konstanz.

##### Sowjetische Besatzungszone
- 22. Februar: Uraufführung der Oper in einem Akt Die Nachtschwalbe von Boris Blacher auf ein Libretto von Friedrich Wolf an den Städtischen Bühnen der Stadt Leipzig.
- Rudolf Mauersberger komponiert 1947/1948 sein Dresdner Requiem.
- Als Auftragswerk der Kulturabteilung des Landesvorstandes Thüringen der SED zum hundertjährigen Gedenken der Revolution von 1848 und zugleich als Loblied auf die Entwicklung des Sozialismus in der Sowjetischen Besatzungszone vollendet Ottmar Gerster seine Festouvertüre 1948 für großes Orchester.

##### Berlin
- 18. Dezember: Uraufführung der Oper Circe von Werner Egk in Berlin.

#### Frankreich
- 22.–28. Februar: Erstes Nice Jazz Festival in Nizza mit Louis Armstrong, Stéphane Grappelli, Claude Luter, Mezz Mezzrow und Django Reinhardt. Während dieser ersten Veranstaltung singt Suzy Delair zum ersten Mal das Lied C’est si bon in einem Kabarett, in dem Louis Armstrong seinen Abend beendete.
- Francis Poulenc komponiert sein geistliches Chorwerk Quatre petites prières de Saint François d’Assise für Männerchor.
- Uraufführung der Operette Quatre jours á Paris von Francis Lopez am 18. Februar im Théâtre Bobino in Paris.

#### Österreich
- 15. August: Szenische Uraufführung der Oper Le vin herbé von Frank Martin bei den Salzburger Festspielen.

#### Schweiz
- Frank Martin vollendet sein Oratorium Golgotha.

#### Sowjetunion
- 03. Dezember: Uraufführung der Oper Die Geschichte vom wahren Menschen von Sergei Prokofjew auf ein Libretto von Mira Mendelson.

#### Tschechoslowakei
- 20. Mai: Der Second International Congress of Composers and Music Critics 1948 findet in Prag statt.
- 28. Oktober: Uraufführung der Oper Drei Haare des Väterchens Allwissend von Rudolf Karel am Nationaltheater in Prag.

#### Vereinigtes Königreich
- 10. Januar: Das Amadeus Quartet gibt sein erstes Konzert und diesem Namen in der Wigmore Hall in London unter der Leitung von Imogen Holst.
- 21. April: Die Sinfonie Nr. 6 e-Moll von Ralph Vaughan Williams wird vom BBC Symphony Orchestra unter der Leitung von Sir Adrian Boult in der Royal Albert Hall in London uraufgeführt und im BBC Home Service ausgestrahlt.[1]
- 21. April: Das National Youth Orchestra of Great Britain gibt sein erstes Konzert.[2]
- 05. Juni: Eröffnung des ersten Aldeburgh Festivals, gegründet von Benjamin Britten, Eric Crozier und Peter Pears.
- 13. Oktober: Kathleen Ferrier begleitet Sir John Barbirolli und das Hallé-Orchester bei einer Rundfunkaufführung von Gustav Mahlers Liederzyklus Kindertotenlieder.
- Die National School of Opera wird von Joan Cross gegründet.[3]

## Musikcharts

### Vereinigte Staaten
Die längsten Nummer-eins-Singles
Lieder, die die meiste Zeit während eines anderen Jahres auf Platz 1 der Charts verbrachten, werden hier nicht aufgeführt.
1. Peggy Lee with Dave Barbour & The Brazilians – Mañana (Is Soon Enough for Me) (9 Wochen)
2. Pee Wee Hunt & his Orchestra – Twelfth Street Rag; Dinah Shore & Her Happy Valley Boys – Buttons and Bows (jeweils 8 Wochen)
3. Vaughn Monroe & His Orchestra – Ballerina; Nat King Cole with Frank De Vol & his Orchestra – Nature Boy (jeweils 7 Wochen)

Die längsten Nummer-eins-Alben
Alben, die die meiste Zeit während eines anderen Jahres auf Platz 1 der Charts verbrachten, werden hier nicht aufgeführt.
1. Al Jolson – Al Jolson Vol. 3 (14 Wochen)
2. Stan Kenton – A Presentation of Progressive Jazz (8 Wochen)
3. Bing Crosby – Merry Christmas (7 Wochen)

Alle Nummer-eins-Hits und die Hits des Jahres

### Charts in weiteren Ländern
Siehe auch: Nummer-eins-Hits 1948 in  Australien und den Vereinigten Staaten.

### Weitere Hit-Singles
- A Heart Full of Love (For a Handful of Kisses) – Eddy Arnold
- A Tree In the Meadow – Margaret Whiting
- Anytime – Eddy Arnold
- Boquet of Roses – Eddy Arnold
- Confess aufgenommen von
  - Doris Day & Buddy Clark
  - Patti Page
- Cool Water – Vaughn Monroe & The Sons of the Pioneers
- Deck Of Cards – Phil Harris
- Don’t Have To Tell Nobody – Frankie Laine
- Gloria – The Mills Brothers
- Hair of Gold, Eyes of Blue aufgenommen von:
  - Gordon MacRae
  - The Harmonicats
  - Jack Emerson
- I Love You So Much (It Hurts Me) – The Mills Brothers
- I’m Looking Over a Four Leaf Clover aufgenommen von:
  - Frankie Laine
  - Art Mooney
- I’m My Own Grandpa – Guy Lombardo & The Guy Lombardo Trio
- Is It True What They Say About Dixie? – Al Jolson & The Mills Brothers
- It’s Magic – Doris Day
- Just a Little Lovin’ (Will Go a Long, Long Way) – Eddy Arnold
- Little White Lies – Dick Haymes & The Four Hits And A Miss
- Love Somebody – Doris Day & Buddy Clark
- Monday Again – Frankie Laine
- Move On Up A Little Higher – Mahalia Jackson
- My Happiness aufgenommen von:
  - The Pied Pipers
  - Jon und Sondra Steele
- Nature Boy aufgenommen von:
  - Nat King Cole
  - Sarah Vaughan
- One Has My Name (the Other Has My Heart) – Jimmy Wakely
- Red River Valley – Jo Stafford
- Red Roses For A Blue Lady – Vaughn Monroe
- Rosetta – Frankie Laine
- (I’d Like to Get You on a) Slow Boat to China – Kay Kyser, Harry Babbitt & Gloria Wood
- So Tired – Russ Morgan
- Someday You’ll Want Me To Want You – Vaughn Monroe
- Tennessee Waltz – Pee Wee King & Redd Stewart
- Texarkana Baby – Eddy Arnold
- The Things We Did Last Summer – Georgia Gibbs
- Twelfth Street Rag – Pee Wee Hunt
- Underneath the Arches – Andrews Sisters
- What Could Be Sweeter – Frankie Laine
- Wrap Your Troubles In Dreams – Georgia Gibbs
- Woody Woodpecker – Kay Kyser, Harry Babbitt & Gloria Wood
- You Call Everybody Darlin’ – Al Trace
- You Can’t Be True, Dear – Kenneth W. Griffin

## Musikpreisverleihungen und Ehrungen

### Oscarverleihung
- Beste Filmmusik (Drama/Komödie): Miklós Rózsa – Ein Doppelleben (A Double Life)
- Beste Filmmusik (Musikfilm): Alfred Newman – Es begann in Schneiders Opernhaus (Mother Wore Tights)
- Bester Filmsong: Allie Wrubel, Ray Gilbert – „Zip-a-Dee-Doo-Dah“ – Onkel Remus’ Wunderland (Song of the South)
- Bester Ton: Gordon Sawyer – Jede Frau braucht einen Engel (The Bishop’s Wife)

### Pulitzerpreis
- Pulitzerpreis/Musik: Walter Piston, Symphony No. 3

### Tony Awards
- Bester Hauptdarsteller Musical: Paul Hartman in Angel in the Wings
- Beste Hauptdarstellerin Musical: Grace Hartman in Angel in the Wings
- Beste Choreographie: Jerome Robbins für High Button Shoes
- Bester Dirigent und Musikdirektor: Milton Rosenstock für Finian's Rainbow

### Weitere
- Förderpreis Musik der Landeshauptstadt München: Karl Amadeus Hartmann
- Preis der Stadt Wien für Musik: Hans Erich Apostel

## Neuveröffentlichungen (Auswahl)

### Lieder und Kompositionen
| Lied                                    | Text                                               | Musik                                    | Erstinterpret                 | Label          | Veröffentlichung | Genre                | Album                   | Weitere Informationen |
| --------------------------------------- | -------------------------------------------------- | ---------------------------------------- | ----------------------------- | -------------- | ---------------- | -------------------- | ----------------------- | --- |
| (Ghost) Riders in the Sky               | Stan Jones                                         | Stan Jones                               | Stan Jones                    |                | 5. Juni 1948     | Country, Cowboy-Song |                         | |
| A Couple Of Swells                      | Irving Berlin                                      | Irving Berlin                            |                               |                | 1948             |                      |                         | gesungen von Fred Astaire und Judy Garland in dem Film Easter Parade. |
| A Tree In The Meadow                    | Billy Reid                                         | Billy Reid                               |                               |                | 1948             |                      |                         | |
| A’ — You’re Adorable                    | Buddy Kaye, Fred Wise & Sidney Lippman             | Buddy Kaye, Fred Wise & Sidney Lippman   |                               |                | 1948             |                      |                         | |
| Always True to You in My Fashion        | Cole Porter                                        | Cole Porter                              |                               |                | 1948             |                      |                         | gesungen von Lisa Kirk in dem Musical Kiss Me, Kate. In der Filmversion gesungen von Ann Miller und Tommy Rall.                                                                   |
| Another Op’nin’, Another Show           | Cole Porter                                        | Cole Porter                              |                               |                | 1948             |                      |                         | gesungen von Annabelle Hill und dem Ensemble des Musicals Kiss Me, Kate. |
| Auf Wiedersehen                         | Eberhard Storch                                    | Eberhard Storch                          | Erika Brüning                 |                | 1948             | Schlager             |                         | englische Version Auf Wiederseh’n, Sweetheart von Vera Lynn (1952) |
| Baby, It’s Cold Outside                 | Frank Loesser                                      | Frank Loesser                            |                               |                | 1948             | Jazz, Weihnachtslied |                         | |
| Be A Clown                              | Cole Porter                                        | Cole Porter                              |                               |                | 1948             |                      |                         | gesungen von Judy Garland und Gene Kelly in dem Film The Pirate. |
| Black Coffee                            | Paul Francis Webster                               | Sonny Burke                              |                               |                | 1948             |                      |                         | |
| Black Market                            | Frederick Hollander                                | Frederick Hollander                      |                               |                | 1948             |                      |                         | |
| Blue Christmas                          | Billy Hayes & Jay Johnson                          | Billy Hayes & Jay Johnson                | Doye O’Dell                   |                | 1948             | Weihnachtslied       |                         | erreichte größere Bekanntheit mit Elvis Presleys Coverversion im Jahr 1957. |
| Boogie Chillen’                         | John Lee Hooker                                    | John Lee Hooker                          |                               | Modern Records | November 1948    | Shuffle Blues        |                         | Bluesstandard |
| Brush Those Tears From Your Eyes        | Oakley Haldeman, Al Trace & Jimmy Lee              | Oakley Haldeman, Al Trace & Jimmy Lee    |                               |                | 1948             |                      |                         | |
| Brush Up Your Shakespeare               | Cole Porter                                        | Cole Porter                              |                               |                | 1948             |                      |                         | gesungen von Harry Clark und Jack Diamond in dem Musical Kiss Me, Kate. In der Filmversion gesungen von Keenan Wynn und James Whitmore.                                           |
| Busy Line                               | Semes, Stanton                                     | Semes, Stanton                           |                               |                | 1948             |                      |                         | |
| Candy Kisses                            | George Morgan                                      | George Morgan                            |                               |                | 1948             |                      |                         | |
| Careless Hands                          | Bob Hilliard                                       | Carl Sigman                              |                               |                | 1948             |                      |                         | |
| Comme Ci, Comme Ça                      | Eng: Joan Whitney & Alex Kramer; Fra: Pierre Dudan | Bruno Coquatrix                          |                               |                | 1948             |                      |                         | |
| Deportee (Plane Wreck at Los Gatos)     | Woody Guthrie                                      | Martin Hoffman                           | Woody Guthrie                 |                | 1948             |                      |                         | Protestlied |
| Der Theodor im Fußballtor               | Theodor Klüber                                     | Werner Bochmann                          | Theo Lingen                   |                | 1948             | Schlager             |                         | |
| Detour Ahead                            | Herb Ellis, John Frigo und Lou Carter              | Herb Ellis, John Frigo und Lou Carter    |                               |                | 1948             |                      |                         | Jazzstandard; aufgenommen zum Beispiel von Billie Holiday in 1951 mit Tiny Grimes.                                                                                                |
| Don’t Look Now But My Heart Is Showing  | Ann Ronell                                         | Kurt Weill                               |                               |                | 1948             |                      |                         | aus der Filmversion von One Touch of Venus. |
| Du bist die Rose vom Wörthersee         | Erich Meder                                        | Hans Lang                                | Maria Andergast und Hans Lang | Austroton      | 1948             | Schlager, Volkslied  |                         | |
| Early Autumn                            | Johnny Mercer                                      | Ralph Burns                              |                               |                | 1948             | Jazz                 |                         | Jazzstandard |
| Far Away Places                         | Joan Whitney & Alex Kramer                         | Joan Whitney & Alex Kramer               |                               |                | 1948             |                      |                         | |
| Florentinische Nächte                   | Erich Meder                                        | Nico Dostal                              | Rudi Schuricke                | Polydor        | 1948             | Schlager             |                         | |
| For Every Man There’s a Woman           | Leo Robin                                          | Harold Arlen                             |                               |                | 1948             | Filmsong             |                         | Jazzstandard, erhielt 1949 eine Oscar-Nominierung in der Kategorie „Bester Song“                                                                                                  |
| Forever And Ever                        | Eng: Malia Rosa; Ger: Franz Winkler                | Franz Winkler                            |                               |                | 1948             |                      |                         | |
| Girls Were Made To Take Care Of Boys    | Ralph Blane                                        | Ralph Blane                              |                               |                | 1948             |                      |                         | |
| Hair Of Gold, Eyes Of Blue              | Sunny Skylar                                       | Sunny Skylar                             |                               |                | 1948             |                      |                         | |
| Hang On The Bell, Nellie                | Tommie Connor, Clive Erard & Ross Parker           | Tommie Connor, Clive Erard & Ross Parker |                               |                | 1948             |                      |                         | |
| Hooray for Love                         | Leo Robin                                          | Harold Arlen                             |                               |                | 1948             |                      |                         | gesungen von Tony Martin in dem Film Casbah. |
| I Am Ashamed That Women Are So Simple   | Cole Porter                                        | Cole Porter                              |                               |                | 1948             |                      |                         | gesungen von Patricia Morison in dem Musical Kiss Me, Kate. |
| I Saw the Light                         | Hank Williams                                      | Hank Williams                            | Hank Williams                 | MGM            | September 1948   | Country, Gospel      | I Saw The Light         | |
| It’s Magic                              | Sammy Cahn                                         | Jule Styne                               | Doris Day                     | Columbia       | 1948             | Jazz, Filmsong       |                         | für die Filmkomödie Zaubernächte in Rio geschrieben |
| It’s You or No One                      | Sammy Cahn                                         | Jule Styne                               | Doris Day                     |                | 1948             | Jazz, Filmsong       |                         | |
| I’m Beginning To Miss You               | Irving Berlin                                      | Irving Berlin                            |                               |                | 1948             |                      |                         | |
| I’ve Come To Wive It Wealthily In Padua | Cole Porter                                        | Cole Porter                              |                               |                | 1948             |                      |                         | gesungen von Alfred Drake in dem Musical Kiss Me, Kate. Gesungen in der Filmversion von Howard Keel.                                                                              |
| I’ve Got a Lovely Bunch of Coconuts     | Fred Heatherton                                    | Fred Heatherton                          |                               |                | 1948             |                      |                         | |
| Lush Life                               | Billy Strayhorn                                    | Billy Strayhorn                          |                               |                | 1948             | Jazz                 |                         | Jazzstandard |
| Make A Miracle                          | Frank Loesser.                                     | Frank Loesser.                           |                               |                | 1948             |                      |                         | gesungen von Ray Bolger und Allyn McLerie in dem Musical Where’s Charley? |
| Mandolino – Mandolino                   | Ralph Maria Siegel                                 | Gerhard Winkler                          | Rudi Schuricke                | Polydor        | 1948             | Schlager             |                         | |
| Maria de Bahia                          | Paul Misraki und André Hœnez                       | Paul Misraki und André Hœnez             | Ray Ventura                   |                | 1948             | Schlager             |                         | |
| My Darling, My Darling                  | Frank Loesser                                      | Frank Loesser                            |                               |                | 1948             |                      |                         | gesungen im Musical Where’s Charley? von Byron Palmer und Doretta Morrow. |
| My Happiness                            | Betty Peterson                                     | Borney Bergantine                        |                               |                | 1948             |                      |                         | |
| Nature Boy                              | Eden Ahbez                                         | Eden Ahbez                               | Nat King Cole                 | Capitol        | 29. März 1948    | Jazz, Pop            | The Nat King Cole Story | Jazzstandard |
| N’yot N’yow (The Pussycat Song)         | Dick Manning                                       | Dick Manning                             |                               |                | 1948             |                      |                         | |
| Once In Love With Amy                   | Frank Loesser                                      | Frank Loesser                            |                               |                | 1948             |                      |                         | |
| Pecos Bill                              | Johnny Lange                                       | Eliot Daniel                             |                               |                | 1948             |                      |                         | |
| Powder Your Face With Sunshine          | Carmen Lombardo & Stanley Rochinski                | Carmen Lombardo & Stanley Rochinski      |                               |                | 1948             |                      |                         | |
| Red Roses For A Blue Lady               | Sid Tepper & Roy C. Bennett                        | Sid Tepper & Roy C. Bennett              |                               |                | 1948             |                      |                         | |
| Say Something Sweet                     | Sid Tepper & Roy C. Bennett                        | Sid Tepper & Roy C. Bennett              |                               |                | 1948             |                      |                         | |
| Shoes With Wings On                     | Ira Gershwin                                       | Harry Warren                             |                               |                | 1948             |                      |                         | |
| Sleigh Ride                             |                                                    | Leroy Anderson                           | Arthur Fiedler                |                | 1948             | Weihnachtslied       |                         | Orchesterstück der gehobenen Unterhaltungsmusik |
| So In Love                              | Cole Porter                                        | Cole Porter                              |                               |                | 1948             |                      |                         | gesungen von Patricia Morison in dem Musical Kiss Me, Kate. In der Filmversion gesungen von Kathryn Grayson und Howard Keel.                                                      |
| Sportin’ Life Blues                     | Walter „Brownie“ McGhee                            | Walter „Brownie“ McGhee                  | Walter „Brownie“ McGhee       | Alert Records  | 1948             | Blues                | Sportin’ Life Blues     | |
| Sunflower                               | Mack David                                         | Mack David                               |                               |                | 1948             |                      |                         | |
| Tennessee Waltz                         | Redd Stewart & Pee Wee King                        | Redd Stewart & Pee Wee King              | Cowboy Copas                  | RCA Victor     | 26. Januar 1948  | Country, Jazz        |                         | Millionenseller als Popsong |
| The Blue Skirt Waltz                    | Mitchell Parish                                    | Vaclav Blaha                             |                               |                | 1948             |                      |                         | |
| The Deck Of Cards                       | T. Texas Tyler                                     | T. Texas Tyler                           |                               |                | 1948             | Country              |                         | Rezitationslied |
| The Night Has a Thousand Eyes           | Buddy Bernier                                      | Jerry Brainin                            |                               |                | 1948             |                      |                         | Jazzstandard |
| The Three Bells                         | Bert Reisfeld                                      | Jean Villard Gilles                      |                               |                | 1948             |                      |                         | |
| The Three Drovers                       | John Wheeler                                       | William Garnet James                     |                               |                | 1948             |                      |                         | australisches Weihnachtslied |
| This Is the Moment                      | Leo Robin                                          | Friedrich Hollaender                     | Filmsong, Popsong             |                | 1948             |                      |                         | geschrieben für den Film Die Frau im Hermelin (Originaltitel: That Lady in Ermine, 1948, Regie: Ernst Lubitsch, mit Betty Grable und Douglas Fairbanks junior in den Hauptrollen) |
| Time Out For Tears                      | Abe Schiff & Irving Berman                         | Abe Schiff & Irving Berman               |                               |                | 1948             |                      |                         | |
| Tom, Dick or Harry                      | Cole Porter                                        | Cole Porter                              |                               |                | 1948             |                      |                         | gesungen von Lisa Kirk, Harold Lang, Edwin Clay und Charles Wood in dem Musical Kiss Me, Kate. Gesungen in der Filmversion von Ann Miller, Tommy Rall, Bobby Van und Bob Fosse.   |
| Too Darn Hot                            | Cole Porter                                        | Cole Porter                              |                               |                | 1948             |                      |                         | gesungen von Lorenzo Fuller, Fred Davis und Eddie Sledge im Musical Kiss Me, Kate. Ann Miller sang und tanzte zu dem Lied in der Filmversion.                                     |
| Trizonesien-Song                        | Karl Berbuer                                       | Karl Berbuer                             |                               |                | 1948             |                      |                         | Karnevalslied |
| Uncle Charlie’s Polka                   |                                                    | John Serry senior                        |                               |                | 1948             |                      |                         | |
| Where Is The Life That Late I Led?      | Cole Porter                                        | Cole Porter                              |                               |                | 1948             |                      |                         | gesungen von Alfred Drake im Musical Kiss Me, Kate. Gesungen von Howard Keel in der Filmversion.                                                                                  |
| Why Can’t You Behave?                   | Cole Porter                                        | Cole Porter                              |                               |                | 1948             |                      |                         | gesungen von Lisa Kirk und Harold Lang im Musical Kiss Me, Kate. Gesungen von Ann Miller in der Filmversion.                                                                      |
| Wunderbar                               | Cole Porter                                        | Cole Porter                              |                               |                | 1948             | Musical-Song         |                         | gesungen von Alfred Drake und Patricia Morison im Musical Kiss Me, Kate. Gesungen von Howard Keel und Kathryn Grayson in der Musicalverfilmung.                                   |
| You Came A Long Way From St Louis       | Bob Russell                                        | John Benson Brooks                       |                               |                | 1948             |                      |                         | |
| You Can’t Be True, Dear                 | Eng: Hal Cotton; Deu: Gerhard Ebeler               | Hans Otten                               |                               |                | 1948             |                      |                         | |
| You Say The Nicest Things, Baby         | Harold Adamson                                     | Jimmy McHugh                             |                               |                | 1948             |                      |                         | |
| You Was                                 | Paul Francis Webster                               | Sonny Burke                              |                               |                | 1948             |                      |                         | |
| You’re All I Want For Christmas         | Glen Moore & Seger Ellis                           | Glen Moore & Seger Ellis                 |                               |                | 1948             |                      |                         | |
| You’re Breaking My Heart                | Pat Genaro & Sunny Skylar                          | Pat Genaro & Sunny Skylar                |                               |                | 1948             |                      |                         | |

### Alben
| Album                              | Interpret                    | Label            | Veröffentlichung | Genre | Weitere Informationen                                          |
| ---------------------------------- | ---------------------------- | ---------------- | ---------------- | ----- | -------------------------------------------------------------- |
| A Presentation of Progressive Jazz | Stan Kenton                  | Capitol Records  | 1948             |       |                                                                |
| Christmas Songs by Sinatra         | Frank Sinatra                | Columbia Records | 1948             |       |                                                                |
| Picasso                            | Coleman Hawkins              |                  | 1948             |       |                                                                |
| Selections from Road to Rio        | Bing Crosby, Andrews Sisters |                  | 1948             |       |                                                                |
| The Jolson Album Vol. 2            | Al Jolson                    | Decca Records    | 1948             |       |                                                                |
| The King Cole Trio                 | Nat King Cole                | Capitol Records  | 1948             | Jazz  | Albumreihe des King Cole Trio, Volume 3 in 1948 veröffentlicht |

## Musiktheater

### Musical (Auswahl)
| Datum Uraufführung / Wiederaufnahme | Musical                | Komponist                        | Buch und Liedtexte                              | Theater                                            | Ort           | Weitere Informationen                                                                         |
| ----------------------------------- | ---------------------- | -------------------------------- | ----------------------------------------------- | -------------------------------------------------- | ------------- | --------------------------------------------------------------------------------------------- |
| 10. März                            | Carissima              |                                  |                                                 | Palace Theatre                                     | London        | Londoner Produktion mit 488 Vorstellungen                                                     |
| 30. April                           | Inside U.S.A.          | John Gunther und Arthur Schwartz | Howard Dietz (Liedtexte)                        | New Century Theatre                                | New York City | Broadway-Produktion mit 399 Vorstellungen                                                     |
| 05. Mai                             | Bob’s Your Uncle       | Frank Eyton & Noel Gay           | Frank Eyton & Noel Gay                          | Saville Theatre                                    | London        | Londoner Produktion mit 363 Vorstellungen                                                     |
| 20. Mai                             | Maid to Measure        |                                  |                                                 | Cambridge Theatre                                  | London        | Londoner Revue mit Jessie Matthews, Tommy Fields, Joan Heal und Lew Parker in den Hauptrollen |
| 18. Juni                            | Cage Me a Peacock      | Eve Lynd                         | Noel Langley (Buch) und Adam Leslie (Liedtexte) | Strand Theatre                                     | London        | Londoner Produktion mit 337 Vorstellungen                                                     |
| 30. September                       | The Kid from Stratford |                                  |                                                 | Prince’s Theatre                                   | London        | Londoner Produktion mit 235 Vorstellungen                                                     |
| 11. Oktober                         | Where’s Charley?       |                                  |                                                 | St. James Theatre                                  | New York City | Broadway-Produktion mit 792 Vorstellungen                                                     |
| 19. Oktober                         | My Romance             | Sigmund Romberg                  | Rowland Leigh                                   | Shubert Theatre, später Adelphi Theatre (New York) | New York City | Broadway-Produktion mit 95 Vorstellungen                                                      |
| 22. Dezember                        | High Button Shoes      | Jule Styne                       | Sammy Cahn                                      | Hippodrome                                         | London        | Londoner Produktion mit 291 Vorstellungen                                                     |
| 30. Dezember                        | Kiss Me, Kate          | Cole Porter                      |                                                 | New Century Theatre                                | New York City | Broadway-Produktion mit 1077 Vorstellungen                                                    |
|                                     | A La Carte             |                                  |                                                 |                                                    | London        | Londoner Produktion                                                                           |
|                                     | As the Girls Go        |                                  |                                                 |                                                    | New York City | Broadway-Produktion                                                                           |
|                                     | Caribbean Rhapsody     |                                  |                                                 |                                                    | London        | Londoner Produktion                                                                           |
|                                     | Imperial Violets       |                                  |                                                 |                                                    | Paris         | Pariser Produktion                                                                            |
|                                     | Lend an Ear            |                                  |                                                 |                                                    | New York City | Broadway-Produktion                                                                           |
|                                     | Look Ma, I’m Dancin’!  |                                  |                                                 |                                                    | New York City | Broadway-Produktion                                                                           |
|                                     | Love Life              |                                  |                                                 |                                                    | New York City | Broadway-Produktion                                                                           |
|                                     | Magdalena              |                                  |                                                 |                                                    | New York City | Broadway-Produktion                                                                           |
|                                     | Make Mine Manhattan    |                                  |                                                 |                                                    | New York City | Broadway-Produktion                                                                           |
|                                     | Moonshine              |                                  |                                                 |                                                    | New Haven     | Produktion in New Haven                                                                       |
|                                     | Oranges and Lemons     |                                  |                                                 |                                                    | London        | Londoner Produktion                                                                           |
|                                     | Slings And Arrows      |                                  |                                                 |                                                    | London        | Londoner Produktion                                                                           |
|                                     | That’s The Ticket      |                                  |                                                 |                                                    | New York City | Broadway-Produktion                                                                           |
|                                     | The Boltons Revue      |                                  |                                                 |                                                    | London        | Londoner Produktion                                                                           |

### Oper (Auswahl)
| Datum der Uraufführung | Oper                                | Komponist                      | Libretto                                                  | Opernhaus            | Ort           |
| ---------------------- | ----------------------------------- | ------------------------------ | --------------------------------------------------------- | -------------------- | ------------- |
| 18. Februar            | Das Telefon oder Die Liebe zu dritt | Gian Carlo Menotti             | Gian Carlo Menotti                                        | Heckscher Theater    | New York City |
| 22. Februar            | Die Nachtschwalbe                   | Boris Blacher                  | Friedrich Wolf                                            | Städtische Oper      | Leipzig       |
| 02. April              | Simplicius Simplicissimus           | Karl Amadeus Hartmann          | Hermann Scherchen, Wolfgang Petzet, Karl Amadeus Hartmann | Bayerischer Rundfunk | München       |
| 15. Juli               | Down in the Valley                  | Kurt Weill                     | Arnold Sundgaard                                          | Indiana University   | Bloomington   |
| 03. Dezember           | Die Geschichte vom wahren Menschen  | Sergei Sergejewitsch Prokofjew | Mira Mendelson und Sergei Prokofjew                       | Kirow-Theater        | Leningrad     |

## Klassische Musik

### Premieren (Auswahl)
| Datum der Uraufführung | Komponist                        | Komposition                                                                                     | Ort                   |
| ---------------------- | -------------------------------- | ----------------------------------------------------------------------------------------------- | --------------------- |
| 02. Januar             | Nicolas Nabokov                  | The Return of Pushkin                                                                           | Boston                |
| 03. Januar             | Benjamin Britten                 | A Charm of Lullabies                                                                            | Den Haag              |
| 09. Januar             | Walter Piston                    | 3. Sinfonie                                                                                     | Boston                |
| 23. Januar             | David Diamond                    | 4. Sinfonie                                                                                     | Boston                |
| 30. Januar             | Harold Shapero                   | Symphony for Classical Orchestra                                                                | Boston                |
| 27. Februar            | Gian Francesco Malipiero         | 4. Sinfonie Sinfonia in memoriam                                                                | Boston                |
| 03. März               | Charles Ives                     | Three Harvest Home Chorales (1915)                                                              | New York City         |
| 06. März               | Maurice Ohana                    | Trois poèmes de Saadi                                                                           | Paris                 |
| 01. April              | Ernst Toch                       | Hyperion                                                                                        | Cleveland             |
| 06. April              | Witold Lutoslawski               | 1. Sinfonie (Lutoslawski)                                                                       | Katowice              |
| 09. April              | Samuel Barber                    | Knoxville: Summer of 1915                                                                       | Boston                |
| 09. April              | Harl McDonald                    | Saga of the Mississippi                                                                         | Philadelphia          |
| 22. April              | André Jolivet                    | Suite delphique                                                                                 | Wien                  |
| 23. April              | André Jolivet                    | Concerto per Onde Martenot e orchestra                                                          | Wien                  |
| 30. April              | Henri Dutilleux                  | Piano Sonata                                                                                    | Paris                 |
| 08. Mai                | Bohuslav Martinů                 | Concertino für Klavier und Orchester (1938)                                                     | London                |
| 28. Mai                | Charles Ives                     | Piano Trio (1915)                                                                               | Berea                 |
| 05. Juni               | Benjamin Britten                 | Saint Nicolas für Tenor, Kinderchor, gem. Chor, Streichorchester, Klavier und Schlagzeug op. 42 | Albeburgh (Festival)  |
| 01. Juli               | Alan Rawsthorne                  | 1. Violinkonzert                                                                                | Cheltenham (Festival) |
| 06. August             | Humphrey Searle                  | Fuga giocosa                                                                                    | London (Proms)        |
| 13. August             | Bernard Stevens                  | Fugal Overture                                                                                  | London (Proms)        |
| 20. August             | John Cage                        | In a Landscape                                                                                  | Black Mountain        |
| 22. August             | John Cage                        | Suite for Toy Piano                                                                             | Black Mountain        |
| 26. August             | Hans Werner Henze                | 1. Sinfonie                                                                                     | Bad Pyrmont           |
| 31. August             | Lennox Berkeley                  | Piano Concerto                                                                                  | London (Proms)        |
| 02. September          | Ernest John Moeran               | Serenade in G                                                                                   | London (Proms)        |
| 08. September          | Mario Castelnuovo-Tedesco        | Coriolano                                                                                       | Venedig (Biennale)    |
| 08. September          | Guido Turchi                     | Music for Orchestra                                                                             | Venedig (Biennale)    |
| 08. September          | Roman Vlad                       | Symphony in Three Movements                                                                     | Venedig (Biennale)    |
| 13. September          | Cyril Scott                      | Oboe Concerto                                                                                   | London (Proms)        |
| 14. September          | Alban Berg                       | Altenberg Lieder (1912)                                                                         | Venedig (Biennale)    |
| 14. September          | Alan Rawsthorne                  | Symphonic Studies                                                                               | Venedig (Biennale)    |
| 15. September          | Nino Rota                        | Streichquartett                                                                                 | Venedig (Biennale)    |
| 17. September          | Bruno Maderna                    | Konzert für zwei Pianos                                                                         | Venedig (Biennale)    |
| 17. September          | Virgilio Mortari                 | Due salmi funebri in memoria di Alfredo Casella                                                 | Venedig (Biennale)    |
| 05. Oktober            | Pierre Schaeffer                 | Cinq études de bruits                                                                           | Paris                 |
| 22. Oktober            | Irving Fine                      | Toccata Concertante                                                                             | Boston                |
| 27. Oktober            | Igor Strawinsky                  | Mass for Chorus and Winds                                                                       | Mailand               |
| 29. Oktober            | Dmitri Borissowitsch Kabalewski  | Violinkonzert (Kabalewski)                                                                      | Moskau                |
| 30. Oktober            | Aaron Copland                    | The Red Pony                                                                                    | Houston               |
| 03. November           | Paul Hindemith                   | Das Marienleben                                                                                 | Hannover              |
| 04. November           | Arnold Schönberg                 | A Survivor from Warsaw                                                                          | Albuquerque           |
| 15. November           | Michael Tippett                  | Suite in D zum Geburtstag von Prince Charles                                                    | London                |
| 23. November           | Ernst von Dohnányi               | Sinfonie Nr. 2 (1944)                                                                           | London                |
| 26. November           | Virgil Thomson                   | Suite aus Louisiana Story                                                                       | Philadelphia          |
| 30. November           | Friedrich Cerha                  | Sechs Lieder                                                                                    | Wien                  |
| 03. Dezember           | Luigi Dallapiccola               | Quattro liriche di Antonio Machado                                                              | Brüssel               |
| 12. Dezember           | Hans Werner Henze                | 1. Konzert für Violine und Orchester                                                            | Baden-Baden           |
| 22. Dezember           | Samuel Barber                    | Excursions                                                                                      | New York City         |
| 23. Dezember           | Manuel Rosenthal                 | Symphonies de Noél                                                                              | Philadelphia          |
| 28. Dezember           | Nikolai Jakowlewitsch Mjaskowski | 26. Sinfonie (Mjaskowski)                                                                       | Moskau                |
| 31. Dezember           | George Antheil                   | Fifth Symphony „Joyous“                                                                         | Philadelphia          |
| 31. Dezember           | Lukas Foss                       | Recordare                                                                                       | Boston                |
| 31. Dezember           | Howard Hanson                    | Klavierkonzert                                                                                  | Boston                |

### Kompositionen (Auswahl)
- Yasushi Akutagawa
  - Trinita sinfonica
  - Streichquartett
  - La danse für Piano
- George Antheil
  - 4. Violinsonate
  - 3. Streichquartett
- Malcolm Arnold – The Smoke (Overture), Op. 21
- Arnold Bax – Magnificat für Chor und Orgel[6]
- Pierre Boulez – Klaviersonate Nr. 2
- Havergal Brian – 7. Sinfonie
- John Cage
  - Sonatas and Interludes for prepared piano
  - Suite for Toy Piano
- Elliott Carter – Cellosonate
- Aaron Copland
  - The Red Pony
  - Klarinettenkonzert
- George Crumb – Alleluja for unaccompanied chorus
- Einar Englund – Sinfonie Nr. 2 Mustarastassinfonia (Die Amsel)
- Ross Lee Finney – Streichquartett Nr. 5
- Ottmar Gerster – Festouvertüre 1948
- Paul Hindemith – Suite französischer Tänze
- Vagn Holmboe – Konzert Nr. 11 für Trompete und Orchester
- Joseph Jongen – La Musique für Sopran und Klavier, Op. 135, Nr. 2
- Dmitri Kabalevsky – Violinkonzert C-Dur op. 48
- Bohuslav Martinů – Klavierkonzert Nr. 3 H 316
- Rudolf Mauersberger
  - Dresdner Requiem
  - Geh aus, mein Herz, und suche Freud
- Toshiro Mayuzumi
  - Divertimento für zehn Instrumente
  - Rumba Rhapsody für Orchester
- Olivier Messiaen – Turangalîla-Sinfonie
- Nikolai Myaskovsky – Cellosonate Nr. 2
- Andrzej Panufnik – Sinfonie Nr. 1 Sinfonia Rustica[7]
- Francis Poulenc
  - Quatre petites prières de Saint François d’Assise
  - Sonate für Violoncello und Klavier op. 143
- Alan Rawsthorne – Violinkonzert Nr. 1
- Pierre Schaeffer – Étude aux chemins de fer[8]
- William Schuman – Sinfonie Nr. 6
- John Serry senior –
  - Consolation Waltz
  - Bugle Polka
- Harold Shapero – Symphony for Classical Orchestra[9]
- Dmitri Dmitrijewitsch Schostakowitsch
  - Aus der jüdischen Volkspoesie op. 79
  - Die junge Garde (Filmmusik)
- Richard Strauss – Vier letzte Lieder AV 150
- Igor Strawinsky – Messe
- Eduard Tubin – Konzert für Kontrabass und Orchester
- Heitor Villa-Lobos
  - Fantasia für Sopran Saxophon, drei Hörner und Streicher
  - 2. Klavierkonzert
- Ralph Vaughan Williams – Partita for Double String Orchestra[10]
- Chris Mary Francine Whittle – Klavierkonzert[11]
- Akio Yashiro – Trio für Violine, Cello und Piano

## Musikfilme (Auswahl)
| Originaltitel                         | deutscher Titel                                       | Besetzung                                                                                            | Regie                                          |
| ------------------------------------- | ----------------------------------------------------- | --- | ---------------------------------------------- |
| A Date with a Dream                   |                                                       | in den Hauptrollen Terry-Thomas, Jeannie Carson und Wally Patch                                      | Dicky Leeman                                   |
| A Date with Judy                      | Wirbel um Judy                                        | in den Hauptrollen Wallace Beery, Jane Powell und Elizabeth Taylor                                   | Richard Thorpe                                 |
| A Foreign Affair                      | Eine auswärtige Affäre                                | in den Hauptrollen Jean Arthur, Marlene Dietrich und John Lund                                       | Billy Wilder                                   |
| A Song Is Born                        | Die tollkühne Rettung der Gangsterbraut Honey Swanson | in den Hauptrollen Danny Kaye, Virginia Mayo und Benny Goodman                                       | Howard Hawks                                   |
| April Showers                         |                                                       | in den Hauptrollen Ann Sothern, Jack Carson, Robert Alda und S. Z. Sakall                            | James V. Kern                                  |
| Are You With It?                      |                                                       | in den Hauptrollen Donald O’Connor, Olga San Juan und Martha Stewart                                 | Jack Hively                                    |
| Bill and Coo                          |                                                       | in den Hauptrollen Royal Foster, Dean Riesner und Ken Murray                                         | Dean Riesner                                   |
| Casbah                                | Casbah – Verbotene Gassen                             | in den Hauptrollen Yvonne DeCarlo und Tony Martin                                                    | John Berry                                     |
| Easter Parade                         | Osterspaziergang                                      | in den Hauptrollen Judy Garland, Fred Astaire, Peter Lawford und Ann Miller                          | Charles Walter                                 |
| Fandango                              |                                                       | in den Hauptrollen Luis Mariano, Ludmilla Tchérina und Annette Poivre                                | Emil E. Reinert                                |
| Feudin’, Fussin’ and A-Fightin’       |                                                       | in den Hauptrollen Donald O’Connor, Marjorie Main, Percy Kilbride und Penny Edwards                  | George Sherman                                 |
| For the Love of Mary                  |                                                       | in den Hauptrollen Deanna Durbin, Edmond O’Brien und Don Taylor                                      | Frederick De Cordova                           |
| Give My Regards to Broadway           |                                                       | in den Hauptrollen Dan Dailey, Charles Winninger und Nancy Guild                                     | Lloyd Bacon                                    |
| Glamour Girl                          |                                                       | in den Hauptrollen Virginia Grey und Gene Krupa & his Band                                           | Arthur Dreifuss                                |
| If You Knew Susie                     |                                                       | in den Hauptrollen Eddie Cantor, Joan Davis und Allyn Joslyn                                         | Gordon Douglas                                 |
| La Belle Meuniere                     | Die schöne Müllerin                                   | in den Hauptrollen Tino Rossi, Jacqueline Pagnol und Raoul Marco                                     | Marcel Pagnol                                  |
| Ladies of the Chorus                  | Ich tanze in dein Herz                                | in den Hauptrollen Adele Jergens und Marilyn Monroe                                                  | Phil Karlson                                   |
| Lulu Belle                            | Lulu Belle                                            | in den Hauptrollen Dorothy Lamour, George Montgomery und Albert Dekker                               | Leslie Fenton                                  |
| Luxury Liner                          | Liebe an Bord                                         | in den Hauptrollen George Brent, Jane Powell und Lauritz Melchior                                    | Richard Whorf                                  |
| Martin Block's Musical Merry Go Round |                                                       | in den Hauptrollen Martin Block, Freddy Martin und Orchester                                         | Jack Scholl                                    |
| Mary Lou                              |                                                       | in den Hauptrollen Robert Lowery, Joan Barton und Glenda Farrell                                     | Arthur Dreifuss                                |
| Melody Time                           | Musik, Tanz und Rhythmus                              | Zeichentrickfilm inklusive Johnny Appleseed und Pecos Bill                                           | Clyde Geronimi, Clyde Geronimi und Jack Kinney |
| Mexican Hayride                       | Im Lande der Kakteen                                  | in den Hauptrollen Bud Abbott, Lou Costello und Virginia Grey                                        | Charles Barton                                 |
| Mickey                                | Fräulein Wildfang                                     | in den Hauptrollen Lois Butler, Bill Goodwin und Irene Hervey                                        | Ralph Murphy                                   |
| Music Man                             |                                                       | in den Hauptrollen Jimmy Dorsey und sein Orchester und Freddie Stewart                               | Will Jason                                     |
| On an Island with You                 | Auf einer Insel mit dir                               | in den Hauptrollen Esther Williams, Peter Lawford und Jimmy Durante                                  | Richard Thorpe                                 |
| On Our Merry Way                      |                                                       | in den Hauptrollen Paulette Goddard, Burgess Meredith und James Stewart                              | Leslie Fenton, King Vidor und John Huston      |
| One Night with You                    |                                                       | in den Hauptrollen Nino Martini, Patricia Roc und Bonar Colleano                                     | Terence Young                                  |
| One Sunday Afternoon                  |                                                       | in den Hauptrollen Dennis Morgan und Janis Paige                                                     | Raoul Walsh                                    |
| One Touch Of Venus                    | Venus macht Seitensprünge                             | in den Hauptrollen Ava Gardner, Robert Walker und Dick Haymes                                        | William A. Seiter                              |
| Rachel and the Stranger               | Rachel und der Fremde                                 | in den Hauptrollen Robert Walker, Ava Gardner und Dick Haymes                                        | Norman Foster                                  |
| Romance on the High Seas              | Zaubernächte in Rio                                   | in den Hauptrollen Jack Carson, Janis Paige und Doris Day                                            | Michael Curtiz                                 |
| So Dear to My Heart                   | Ein Champion zum Verlieben                            | in den Hauptrollen Burl Ives, Beulah Bondi und Bobby Driscoll                                        | Harold D. Schuster und Hamilton Luske          |
| Summer Holiday                        |                                                       | in den Hauptrollen Mickey Rooney und Gloria DeHaven                                                  | Rouben Mamoulian                               |
| That Lady in Ermine                   | Die Frau im Hermelin                                  | in den Hauptrollen Betty Grable und Douglas Fairbanks, Jr.                                           | Ernst Lubitsch und Otto Preminger              |
| The Emperor Waltz                     | Ich küsse Ihre Hand, Madame                           | in den Hauptrollen Bing Crosby, Joan Fontaine, Roland Culver, Richard Haydn und Lucille Watson       | Billy Wilder                                   |
| The Kissing Bandit                    | Ein Bandit zum Küssen                                 | in den Hauptrollen Frank Sinatra, Kathryn Grayson und J. Carrol Naish                                | László Benedek                                 |
| The Miracle of the Bells              | Die Glocken von Coaltown                              | in den Hauptrollen Fred MacMurray, Alida Valli und Frank Sinatra                                     | Irving Pichel                                  |
| The Paleface                          | Sein Engel mit den zwei Pistolen                      | in den Hauptrollen Bob Hope und Jane Russell                                                         | Norman Z. McLeod                               |
| The Pirate                            | Der Pirat                                             | in den Hauptrollen Judy Garland, Gene Kelly und Walter Slezak                                        | Vincente Minnelli                              |
| Three Daring Daughters                | Drei kleine Biester                                   | in den Hauptrollen Jeanette MacDonald, José Iturbi und Jane Powell                                   | Fred M. Wilcox                                 |
| Two Guys From Texas                   |                                                       | in den Hauptrollen Dennis Morgan, Jack Carson und Dorothy Malone                                     | David Butler, Friz Freleng und Frank Tashlin   |
| Up In Central Park                    |                                                       | in den Hauptrollen Deanna Durbin, Dick Haymes und Vincent Price                                      | William A. Seiter                              |
| When My Baby Smiles At Me             |                                                       | in den Hauptrollen Betty Grable, Dan Dailey, June Havoc, Jack Oakie, James Gleason und Richard Arlen | Walter Lang                                    |
| Words and Music                       |                                                       | in den Hauptrollen Mickey Rooney, Tom Drake und June Allyson                                         | Norman Taurog                                  |
| You Were Meant for Me                 |                                                       | in den Hauptrollen Jeanne Crain, Dan Dailey und Oscar Levant                                         | Lloyd Bacon                                    |

## Geboren

### Januar
- 01. Januar: Jane Getz, US-amerikanische Jazzpianistin und Studiomusikerin
- 02. Januar: Kerry Minnear, britischer Musiker (Gentle Giant)
- 04. Januar: Pavel Pešta, tschechischer Jazzmusiker († 2007)
- 05. Januar: Gloria Simonetti, chilenische Sängerin

Kenny Loggins; * 7. Januar

- 07. Januar: Kenny Loggins, US-amerikanischer Sänger, Gitarrist und Songwriter
- 07. Januar: Ichirō Mizuki, japanischer Sänger († 2022)
- 07. Januar: Marjan Mozetich, kanadischer Komponist und Musikpädagoge
- 08. Januar: Thurman Barker, US-amerikanischer Jazz-Schlagzeuger, Perkussionist und Komponist
- 09. Januar: William Cowsill, US-amerikanischer Musiker († 2006)
- 09. Januar: Piotr Michałowski, polnisch-amerikanischer Altorientalist und Improvisationsmusiker (Holzblasinstrumente)
- 09. Januar: Tim Hart, britischer Folksänger, -gitarrist und Dulcimer-Spieler († 2009)
- 10. Januar: Donald Fagen, US-amerikanischer Sänger und Keyboarder (Steely Dan)

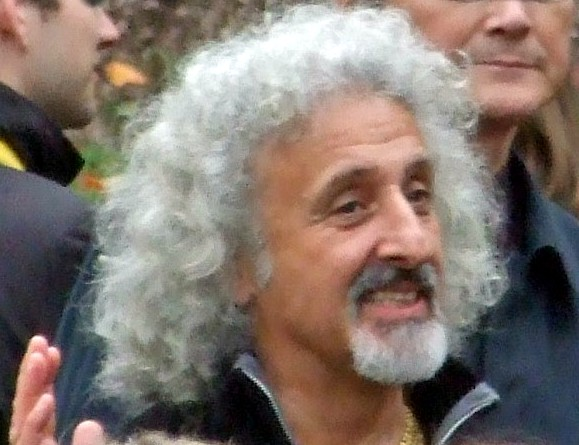
Mischa Maisky; * 10. Januar

- 10. Januar: Mischa Maisky, lettischer Cellist
- 10. Januar: Krista Posch, italienische Schauspielerin, Sängerin, Moderatorin und Sprecherin
- 11. Januar: Reinhard Fehling, deutscher Komponist, Musikwissenschaftler, Pädagoge und Chorleiter
- 12. Januar: John Etheridge, britischer Jazzgitarrist
- 14. Januar: T-Bone Burnett, US-amerikanischer Rocksänger, Gitarrist und Musikproduzent
- 15. Januar: Ronnie Van Zant, US-amerikanischer Sänger (Lynyrd Skynyrd) († 1977)
- 16. Januar: John Carpenter, US-amerikanischer Regisseur, Drehbuchautor, Produzent und Komponist
- 17. Januar: Robin Lumley, britischer Keyboardspieler († 2023)
- 18. Januar: Changuito, kubanischer Perkussionist († 2025)
- 18. Januar: Petrus Hübner, österreichischer Geistlicher und Organist († 2022)
- 18. Januar: Sergio Vitier, kubanischer Komponist und Gitarrist († 2016)
- 19. Januar: Erica Goodman, kanadische Harfenistin
- 20. Januar: Freddy Birset, belgischer Sänger († 2021)
- 20. Januar: Mel Pritchard, britischer Musiker († 2004)
- 22. Januar: Mick Grabham, britischer Rock- und Blues-Gitarrist

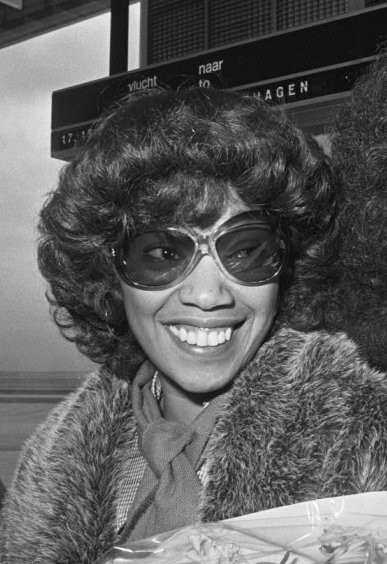
Anita Pointer; * 23. Januar

- 23. Januar: Anita Pointer, US-amerikanische Sängerin (The Pointer Sisters) († 2022)
- 26. Januar: Boris Belkin, russischer Violinist
- 26. Januar: Corky Laing, kanadischer Rock-Schlagzeuger (Mountain)
- 26. Januar: Aki Takase, japanische Jazzpianistin und Komponistin
- 27. Januar: Mikhail Baryshnikov, US-amerikanischer Balletttänzer, Choreograf und Schauspieler
- 27. Januar: Kim Gardner, britischer Rockmusiker (Ashton, Gardner & Dyke) († 2001)
- 28. Januar: Hasse Andersson, schwedischer Sänger und Songwriter
- 28. Januar: En Davy, philippinische Popsängerin († 2019)
- 28. Januar: Bob Moses, US-amerikanischer Jazz-Schlagzeuger
- 29. Januar: Michel-Georges Brégent, kanadischer Komponist, Organist und Keyboardspieler († 1993)
- 29. Januar: Ismoil Jalilov, usbekisch-sowjetischer Opernsänger und dramatischer Tenor
- 29. Januar: Gwyn Pritchard, britischer Cellist und Komponist
- 29. Januar: Espen Rud, norwegischer Jazzschlagzeuger
- 30. Januar: Doina Spătaru, rumänische Sängerin
- 31. Januar: Joyce Moreno, brasilianische Musikerin

### Februar
- 01. Februar: Rick James, US-amerikanischer Musiker († 2004)
- 02. Februar: Al McKay, US-amerikanischer Musiker (Earth, Wind & Fire)

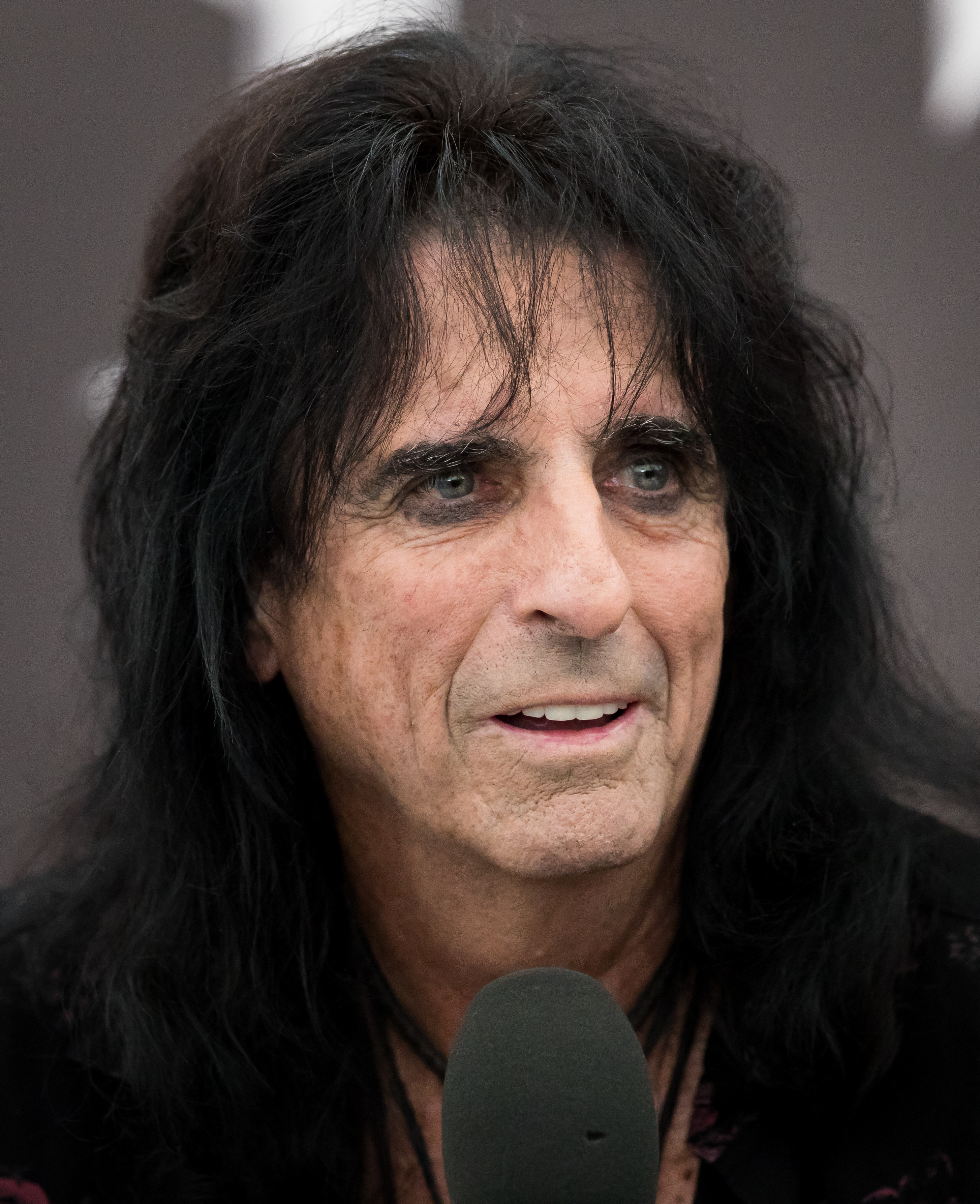
Alice Cooper; * 4. Februar

- 04. Februar: Alice Cooper, US-amerikanischer Rockmusiker (Alice Cooper Band)
- 04. Februar: Sara Sharon, israelische Sängerin
- 05. Februar: Christopher Guest, US-amerikanischer Schauspieler, Autor, Regisseur, Komponist und Musiker (This Is Spinal Tap)
- 05. Februar: Heikki Toivanen, finnischer Opernsänger († 2006)
- 08. Februar: Waldo Karpenkiel, deutscher Schlagzeuger
- 08. Februar: Dan Seals, US-amerikanischer Country-Sänger und Gitarrist (England Dan & John Ford Coley) († 2009)
- 09. Februar: Véronique Müller, Schweizer Liedermacherin
- 10. Februar: Schanna Plijewa, südossetische Komponistin und Pianistin († 2023)
- 12. Februar: Juini Booth, US-amerikanischer Jazzmusiker († 2021)
- 13. Februar: Franz Martin Küng, Schweizer Musiker und Musikpädagoge († 2023)
- 13. Februar: Hansjörg Schellenberger, deutscher Oboist und Dirigent
- 13. Februar: Geneviève Waïte, südafrikanische Schauspielerin, Sängerin und Model († 2019)
- 13. Februar: Nilufar Yasmin, bangladeschische Sängerin († 2003)
- 17. Februar: José José, mexikanischer Sänger und Schauspieler († 2019)
- 18. Februar: Keith Knudsen, US-amerikanischer Schlagzeuger (The Doobie Brothers) (Southern Pacific) († 2005)

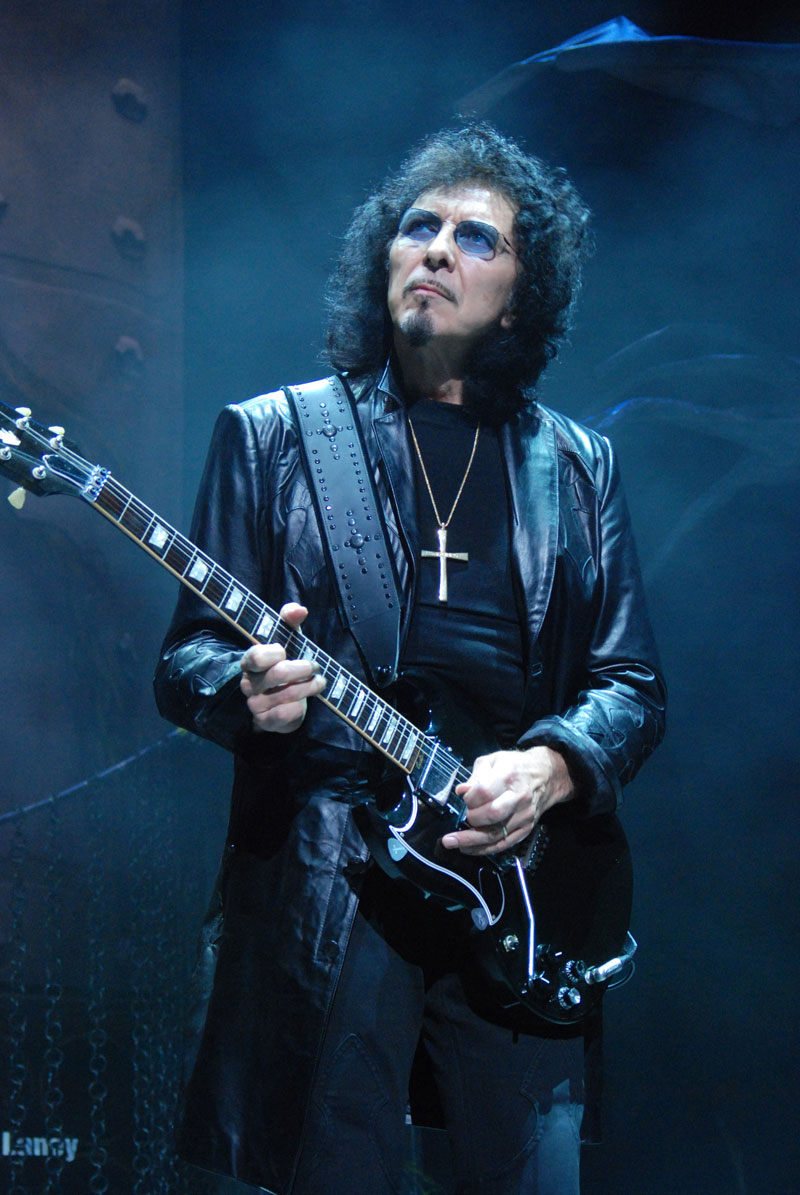
Tony Iommi; * 19. Februar

- 19. Februar: Tony Iommi, britischer Gitarrist (Black Sabbath)
- 19. Februar: Hartmut Schulze-Gerlach, deutscher Sänger und Moderator
- 22. Februar: Joe LaBarbera, US-amerikanischer Jazz-Schlagzeuger
- 23. Februar: Steve Priest, britischer Bassist († 2020)
- 24. Februar: Maggie Nicols, schottische Sängerin (Jazz, Neue Musik) und Tänzerin
- 24. Februar: Tim Staffell, britischer Sänger und Bassist
- 25. Februar: Abiodun Oyewole, US-amerikanischer Lyriker und Perkussionist
- 26. Februar: Mike Richmond, US-amerikanischer Jazzbassist
- 29. Februar: Richie Cole, US-amerikanischer Jazz-Altsaxophonist und -Komponist
- 29. Februar: Karen Lafferty, US-amerikanische Sängerin und Musiklehrerin

### März
- 02. März: Larry Carlton, US-amerikanischer Jazz/Blues/Fusion-Gitarrist, Sänger und Musikproduzent

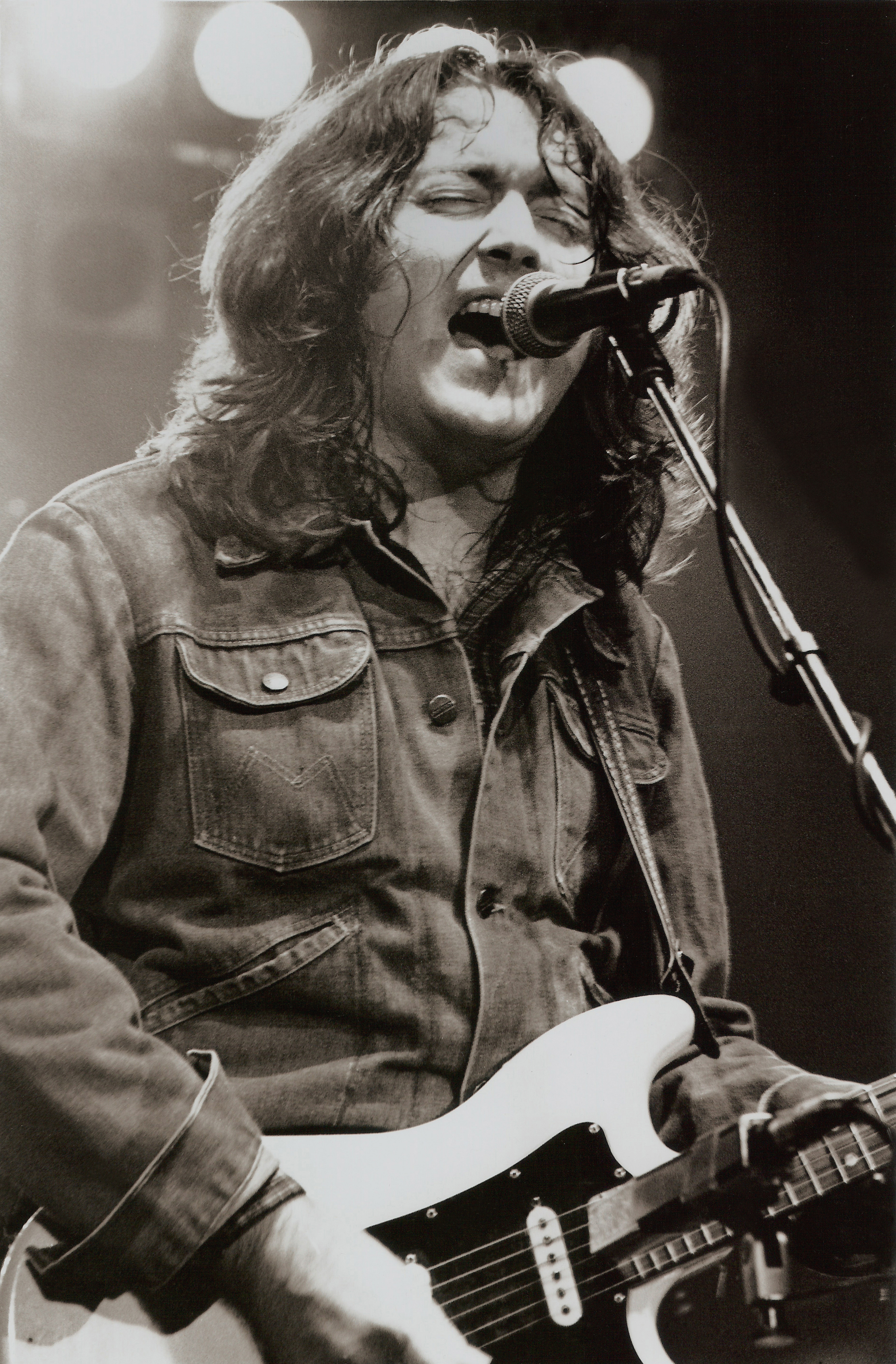
Rory Gallagher; * 2. März

- 02. März: Rory Gallagher, irischer Gitarrist und Singer-Songwriter († 1995)
- 02. März: Dan Welcher, US-amerikanischer Musiker und Komponist
- 03. März: Snowy White, britischer Blues-Gitarrist
- 04. März: Mike Moran, britischer Keyboarder, Komponist und Musikproduzent
- 04. März: Chris Squire, britischer Rockmusiker (Yes, The Syn) († 2015)
- 04. März: Shakin’ Stevens, britischer Rock-’n’-Roll-Sänger
- 05. März: Eddy Grant, guyanischer Popmusiker, Sänger, Songwriter und Gitarrist
- 05. März: Richard Hickox, britischer Dirigent († 2008)
- 05. März: Elaine Paige, britische Sängerin und Schauspielerin
- 06. März: Zbigniew Górny, polnischer Komponist und Dirigent
- 08. März: Peggy March, US-amerikanische Schlagersängerin und Texterin
- 09. März: Fumio Karashima, japanischer Jazzpianistin († 2017)
- 09. März: Franz Xaver Ohnesorg, deutscher Kulturmanager († 2023)
- 09. März: Jeffrey Osborne, US-amerikanischer Funk- und R&B-Musiker
- 09. März: Chris Thompson, britischer Rock-Sänger, Gitarrist und Komponist
- 11. März: Franz Lambert, deutscher Komponist und Organist
- 12. März: Les Holroyd, britischer Sänger, Komponist und Musiker
- 12. März: James Taylor, US-amerikanischer Gitarrist, Sänger, Komponist und Texter
- 14. März: Kim Floor, finnischer Schlagersänger, Schauspieler und Moderator
- 16. März: Mario Stantchev, bulgarisch-französischer Jazzmusiker († 2023)
- 17. März: Jessica Williams, US-amerikanische Jazzmusikerin († 2022)
- 18. März: Monique Desroches, kanadische Hochschullehrerin und Musikpädagogin
- 18. März: Bobby Whitlock, US-amerikanischer Keyboarder († 2025)

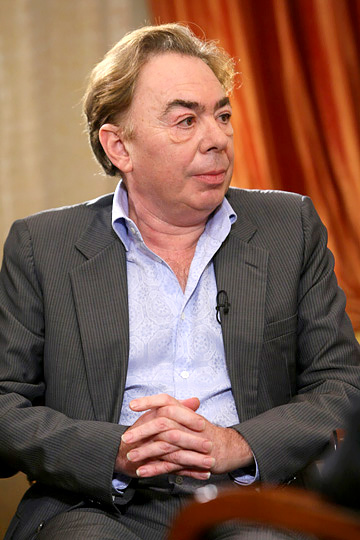
Andrew Lloyd Webber; * 22. März

- 22. März: Andrew Lloyd Webber, britischer Komponist
- 23. März: John McNeil, US-amerikanischer Jazz-Trompeter und Flügelhornist, Komponist, Arrangeur und Musikproduzent († 2024)
- 23. März: David Olney, US-amerikanischer Singer-Songwriter († 2020)
- 23. März: Tsuyoshi Yamamoto, japanischer Jazzpianist
- 24. März: Frode Gjerstad, norwegischer Jazzklarinettist und Saxophonist
- 24. März: Peter Maus, deutscher Opernsänger († 2022)
- 24. März: Lee Oskar, dänisch-amerikanischer Mundharmonikaspieler und Instrumentenbauer
- 25. März: Rob Goorhuis, niederländischer Komponist
- 26. März: Richard Tandy, britischer Keyboarder (Electric Light Orchestra) († 2024)
- 26. März: Steven Tyler, US-amerikanischer Rocksänger (Aerosmith)
- 28. März: John Evans, britischer Keyboardspieler (Jethro Tull)
- 28. März: Milan Williams, US-amerikanischer Keyboarder und Songschreiber (Commodores) († 2006)
- 29. März: Anne-Karin, deutsche Schlagersängerin
- 29. März: Johnny Dowd, US-amerikanischer Alternative-Country-Musiker
- 29. März: Fernando Tordo, portugiesischer Sänger
- 30. März: James Mangrum, US-amerikanischer Sänger (Black Oak Arkansas)
- 31. März: Thijs van Leer, niederländischer Musiker und Sänger

### April
- 01. April: Fuat Güner, türkischer Popmusiker und Autor
- 01. April: Norbert Richtsteig, deutscher Kirchenmusiker, Hochschullehrer und ehemaliger Domorganist am Aachener Dom († 2021)
- 03. April: Boris Berman, russischer Pianist, Cembalist und Musikpädagoge
- 04. April: Pick Withers, britischer Schlagzeuger (Dire Straits)
- 04. April: Berry Oakley, US-amerikanischer Bassist (The Allman Brothers Band) († 1972)
- 04. April: Avi Toledano, israelischer Sänger und Komponist
- 05. April: Hans Theessink, niederländischer Blues-Gitarrist, Sänger und Songschreiber
- 06. April: Jean-Jacques Avenel, französischer Jazzbassist († 2014)
- 06. April: Hubert Bognermayr, österreichischer Musiker († 1999)

Petra Kusch-Lück; * 6. April

- 06. April: Petra Kusch-Lück, deutsche Moderatorin, Tänzerin und Sängerin
- 06. April: Eric Robertson, kanadischer Komponist, Organist und Pianist
- 07. April: Dallas Taylor, US-amerikanischer Schlagzeuger († 2015)
- 09. April: Claudio Ambrosini, italienischer Komponist
- 09. April: Stephan Malzdorf, deutscher Volksmusiker und Moderator († 2023)
- 09. April: Patty Pravo, italienische Popsängerin
- 10. April: Bernd Clüver, deutscher Schlagersänger († 2011)
- 13. April: Miloslav Gajdoš, tschechischer Kontrabassist, Musikpädagoge und Komponist
- 14. April: Manno Charlemagne, haitianischer Gitarrist, Songwriter und Politiker († 2017)
- 14. April: June Millington, philippinisch-amerikanische Musikerin, Songwriterin und Produzentin
- 14. April: Claude Vivier, kanadischer Komponist († 1983)
- 15. April: Michael Kamen, US-amerikanischer Komponist († 2003)
- 17. April: Jan Hammer, tschechisch-US-amerikanischer Jazz-Pianist und -Keyboarder
- 18. April: Catherine Malfitano, US-amerikanische Sopranistin
- 19. April: Chester Biscardi, US-amerikanischer Komponist und Musikpädagoge
- 20. April: Joe Bonner, US-amerikanischer Jazzpianist († 2014)
- 21. April: Paul Davis, US-amerikanischer Singer-Songwriter, Musiker und Produzent († 2008)
- 22. April: Jan Kaspersen, dänischer Jazz-Pianist
- 26. April: Ronaldo Miranda, brasilianischer Komponist
- 27. April: Kate Pierson, US-amerikanische Musikerin und Sängerin (The B-52’s)
- 28. April: Dorothée Berryman, kanadische Schauspielerin und Sängerin
- 28. April: Scott Fitzgerald, britischer Sänger
- 30. April: Wayne Kramer, US-amerikanischer Gitarrist, Sänger und Komponist (MC5) († 2024)

### Mai
- 01. Mai: Karl Friedrich Frey, Schweizer Künstler, Musiker, Autor, Astrologe und Okkultist, bekannt als Akron († 2017)
- 01. Mai: Carl Morten Iversen, norwegischer Jazzbassist († 2023)
- 02. Mai: Larry Gatlin, US-amerikanischer Country-Musiker und Songwriter
- 04. Mai: Rolf Verres, deutscher Arzt und Musiker

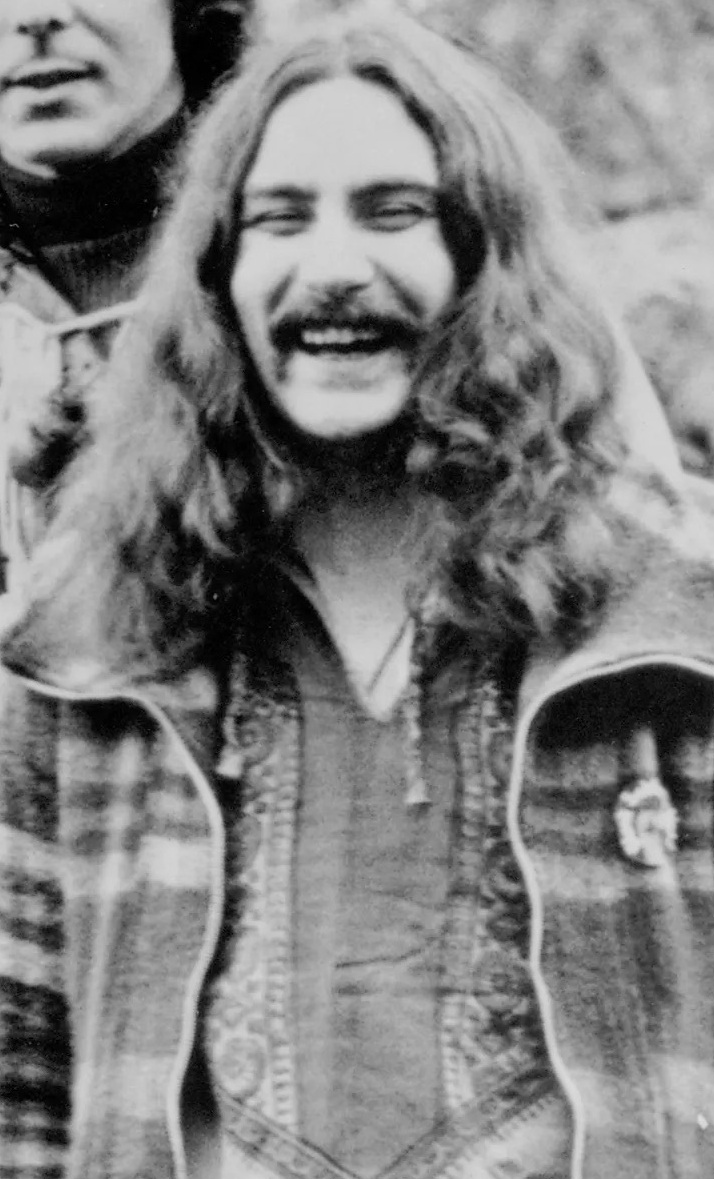
Bill Ward; * 5. Mai

- 05. Mai: Bill Ward, britischer Schlagzeuger (Black Sabbath)
- 06. Mai: Mary MacGregor, US-amerikanische Sängerin
- 06. Mai: Casey Sokol, US-amerikanischer Komponist, Pianist und Musikpädagoge
- 07. Mai: Nityanand Haldipur, indischer Bansurispieler
- 07. Mai: Pete Wingfield, britischer Musikproduzent, Keyboardspieler und Journalist
- 09. Mai: Tania Maria, brasilianische Pianistin und Sängerin
- 10. Mai: Thury Horath, schweizerischer Ländlermusikant
- 12. Mai: Ivan Král, tschechischer Bassist, Gitarrist und Komponist (Patti Smith Group)

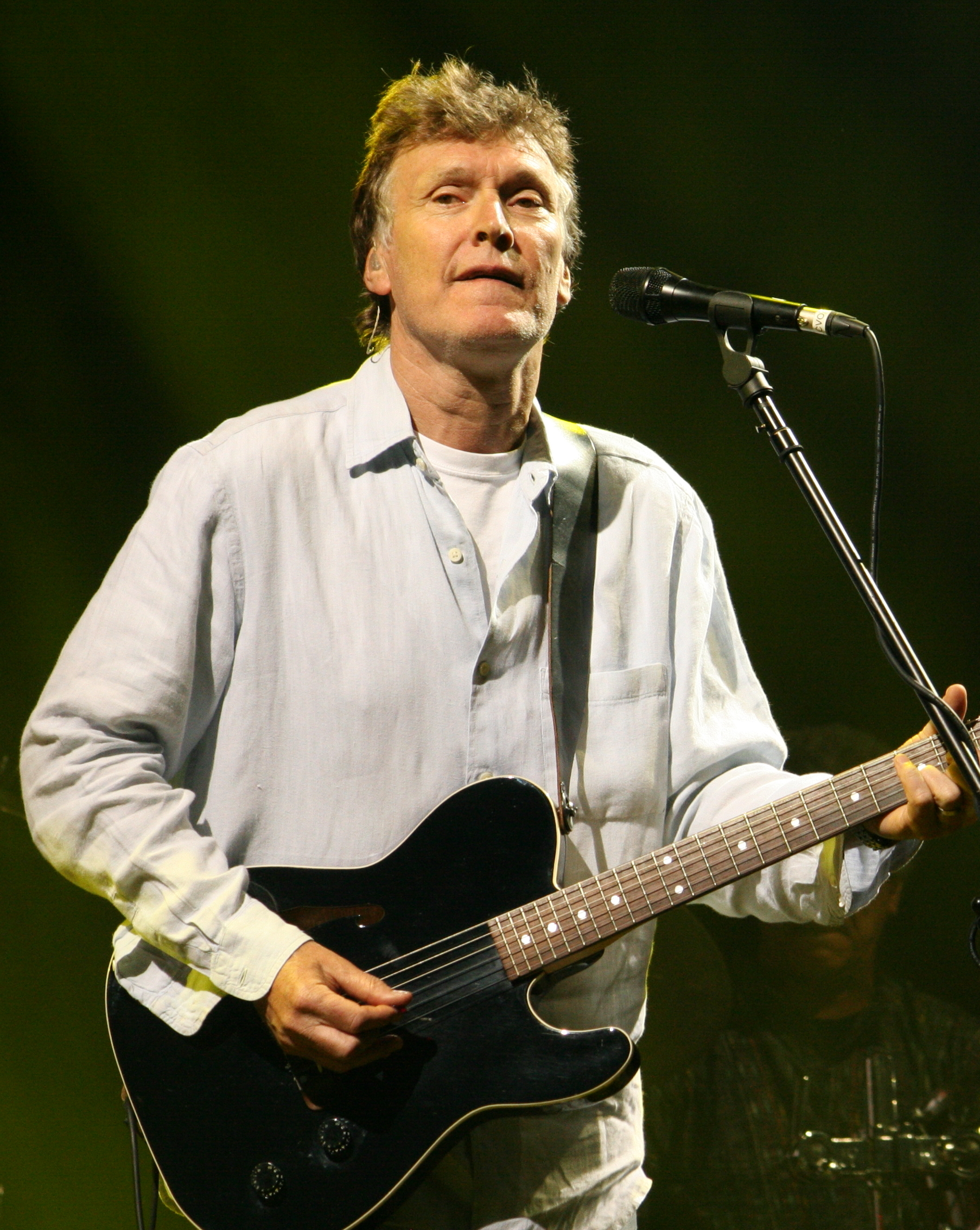
Steve Winwood; * 12. Mai

- 12. Mai: Steve Winwood, britischer Multiinstrumentalist und Sänger (Blind Faith)
- 13. Mai: Ivan Klánský, tschechischer Pianist und Musikpädagoge
- 15. Mai: Brian Eno, britischer Musiker, Musikproduzent, Musiktheoretiker und bildender Künstler
- 17. Mai: Dick Gaughan, schottischer Folksänger
- 19. Mai: Grace Jones, jamaikanische Sängerin, Schauspielerin und Performancekünstlerin
- 19. Mai: David Schnitter, US-amerikanischer Jazzmusiker
- 19. Mai: Tom Scott, US-amerikanischer Komponist, Arrangeur, Produzent, musikalischer Direktor und Saxophonist
- 21. Mai: Leo Sayer, britischer Sänger
- 24. Mai: Harald Ossberger, österreichischer Pianist und Musikpädagoge († 2021)

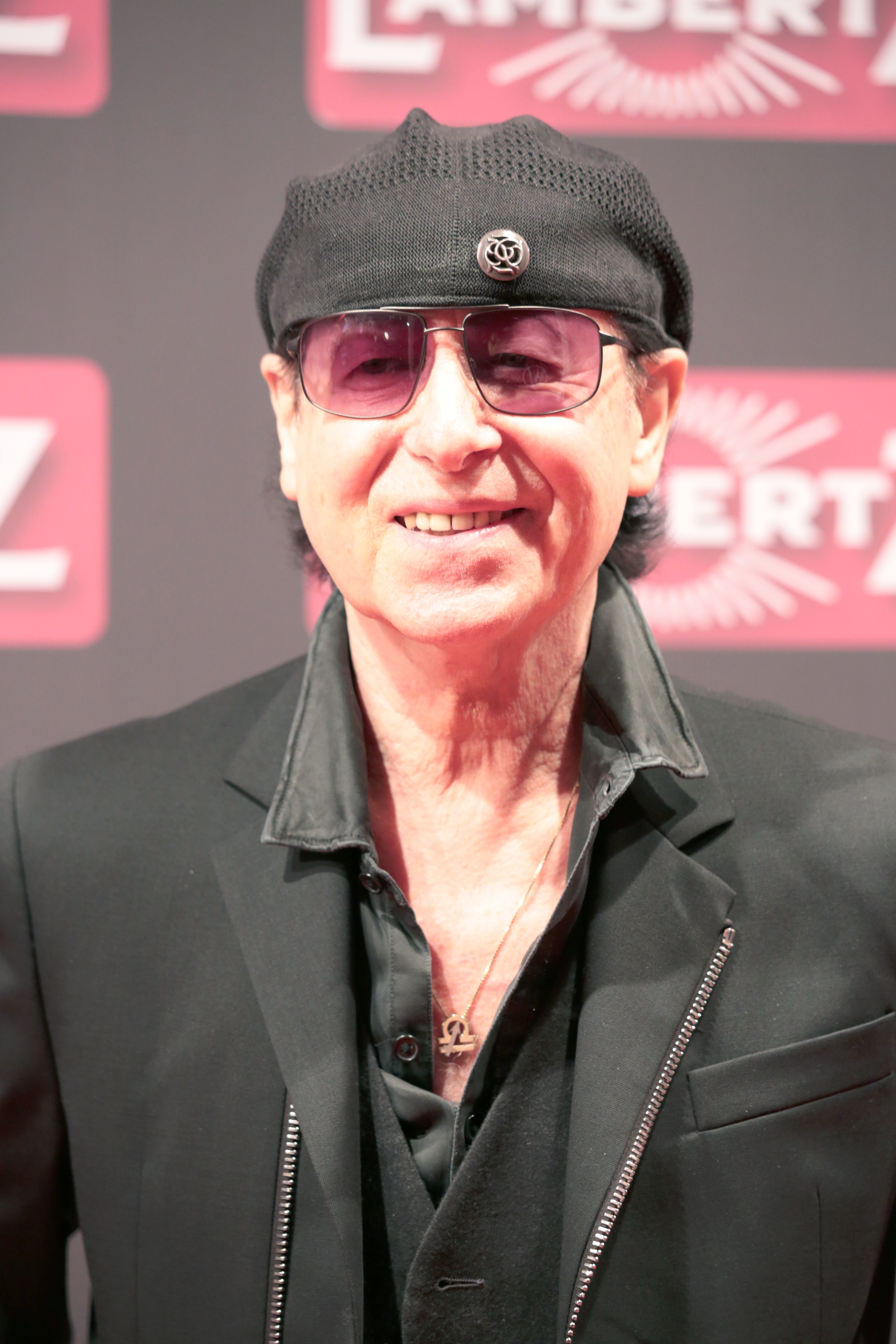
Klaus Meine; * 25. Mai

- 25. Mai: Klaus Meine, deutscher Sänger und Komponist (Scorpions)
- 26. Mai: Stevie Nicks, US-amerikanische Sängerin (Fleetwood Mac)
- 27. Mai: Marc Copland, US-amerikanischer Jazzpianist
- 28. Mai: Pierre Rapsat, belgischer Sänger († 2002)
- 29. Mai: Michael Berkeley, britischer Komponist
- 31. Mai: John Bonham, britischer Schlagzeuger (Led Zeppelin) († 1980)
- 31. Mai: Paulinho da Costa, brasilianischer Perkussionist
- 31. Mai: Martin Hannett, britischer Musikproduzent († 1991)

### Juni
- 01. Juni: Ryo Fukui, japanischer Jazzpianist († 2016)

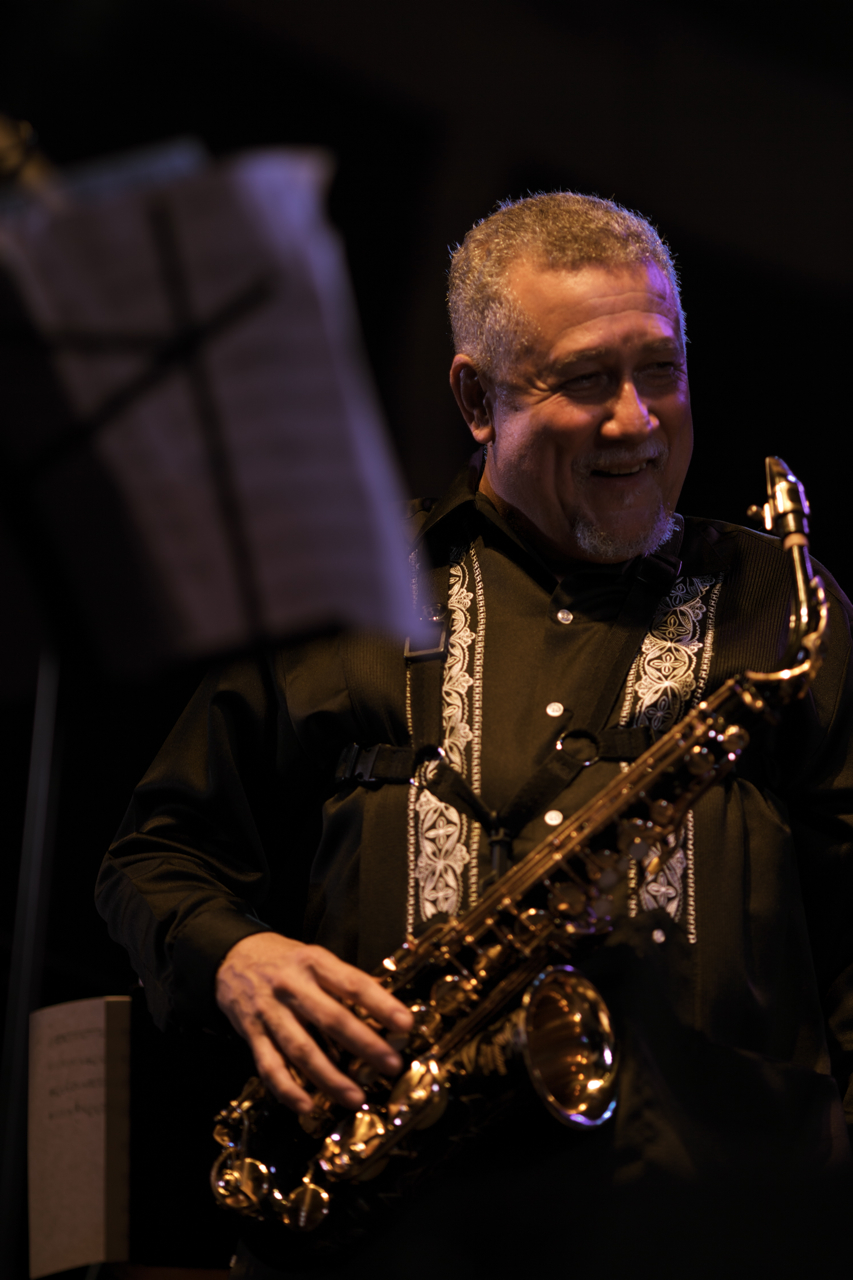
Paquito D’Rivera; * 4. Juni

- 04. Juni: Paquito D’Rivera, kubanischer Jazzmusiker
- 05. Juni: Sérgio Abreu, brasilianischer Gitarrist († 2023)
- 05. Juni: Gail Davies, US-amerikanische Country-Sängerin und Songschreiberin
- 06. Juni: Jürgen Marcus, deutscher Schlagersänger († 2018)
- 06. Juni: Richard Sinclair, britischer Progressive-Rock- und Fusion-Musiker
- 07. Juni: Clifford Barbaro, US-amerikanischer Jazzmusiker († 2025)
- 07. Juni: Nydia Caro, puerto-ricanische Schauspielerin und Sängerin
- 08. Juni: Karl-Michael Krummacher, deutscher Bratschist
- 08. Juni: Jürgen von der Lippe, deutscher Fernsehmoderator, Entertainer, Schauspieler, Musiker und Komiker
- 10. Juni: Alina Kowalska-Pińczak, polnische Dirigentin
- 11. Juni: Hans-Gerhard Hammer, deutscher evangelischer Pfarrer, Komponist und Liedermacher († 2024)
- 11. Juni: Lynsey de Paul, britische Sängerin und Songschreiberin († 2014)
- 12. Juni: Lyn Collins, US-amerikanische Soulsängerin († 2005)
- 14. Juni: Steve Hunter, US-amerikanischer Rock-Gitarrist und Komponist

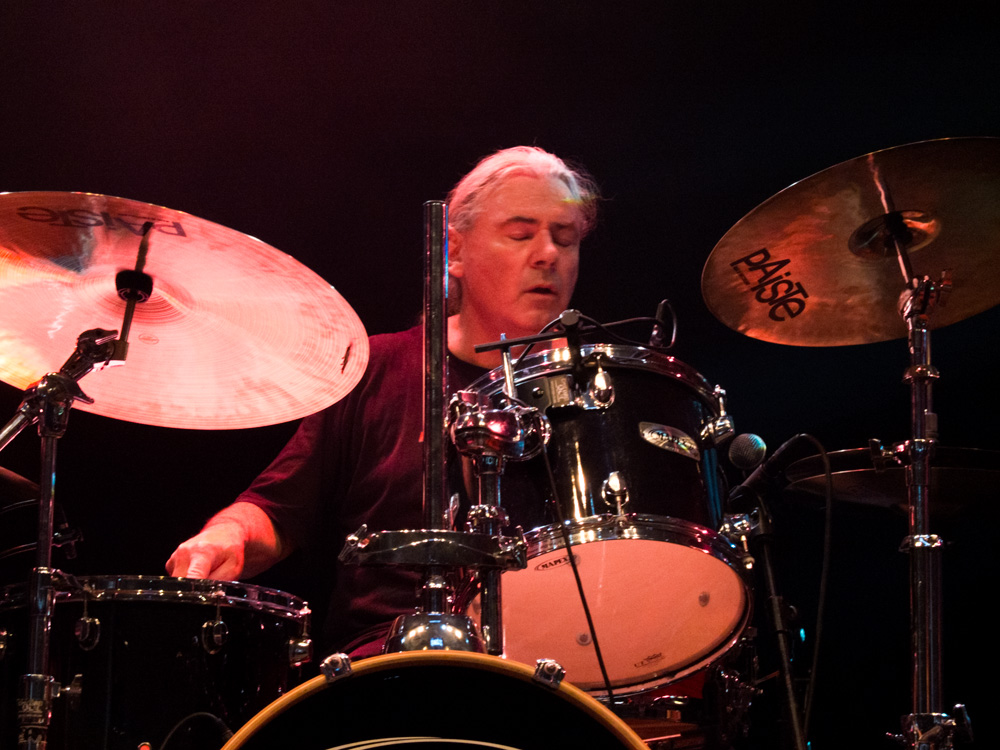
Fredy Studer; * 16. Juni

- 16. Juni: Fredy Studer, Schweizer Jazzmusiker († 2022)
- 19. Juni: Nick Drake, britischer Gitarrist und Liedermacher
- 20. Juni: Anne-Marie Barat, französische Organistin († 1990)
- 20. Juni: Alan Longmuir, britischer Musiker (Bay City Rollers) († 2018)
- 21. Juni: Don Airey, britischer Rockmusiker
- 22. Juni: Todd Rundgren, US-amerikanischer Musiker, Texter und Produzent
- 22. Juni: Markus Zemp, Schweizer Dirigent, Musikpädagoge, Organist und Komponist
- 24. Juni: Patrick Moraz, schweizerischer Musiker (Yes; The Moody Blues)
- 24. Juni: Gerulf Pannach, deutscher Liedermacher und Texter vieler DDR-Rockbands († 1998)
- 25. Juni: Peggy Scott-Adams, US-amerikanische Blues- und Soul-Sängerin († 2023)
- 27. Juni: Bill Summers, US-amerikanischer Jazzperkussionist und Musikproduzent
- 28. Juni: Kristina Hautala, finnische Popsängerin
- 29. Juni: Sean Bergin, südafrikanischer Jazzmusiker († 2012)
- 29. Juni: Robert Martin, US-amerikanischer Sänger, Multiinstrumentalist, Komponist und Musikproduzent
- 29. Juni: Ian Paice, britischer Schlagzeuger (Deep Purple)
- 30. Juni: Galarrwuy Yunupingu, australischer Sänger und Gitarrist († 2023)

### Juli
- 01. Juli: Susan Cohn Lackman, US-amerikanische Komponistin, Librettistin und Musikpädagogin
- 03. Juli: Paul Barrère, US-amerikanischer Rocksänger und -gitarrist (Little Feat)
- 03. Juli: Ernesto Ariel, argentinischer Tangosänger
- 03. Juli: Peter Ruzicka, deutscher Komponist, Intendant
- 04. Juli: Tommy Körberg, schwedischer Sänger, Schauspieler und Musicaldarsteller
- 04. Juli: Jeremy Spencer, britischer Musiker (Fleetwood Mac)
- 08. Juli: Raffi, ägyptischer Sänger und Komponist für Kinderlieder
- 12. Juli: Ben Burtt, US-amerikanischer Sounddesigner und Tontechniker
- 12. Juli: Georgi Gogow, deutscher Rockmusiker
- 14. Juli: Doug Carn, US-amerikanischer Jazzorganist, Komponist und Multiinstrumentalist

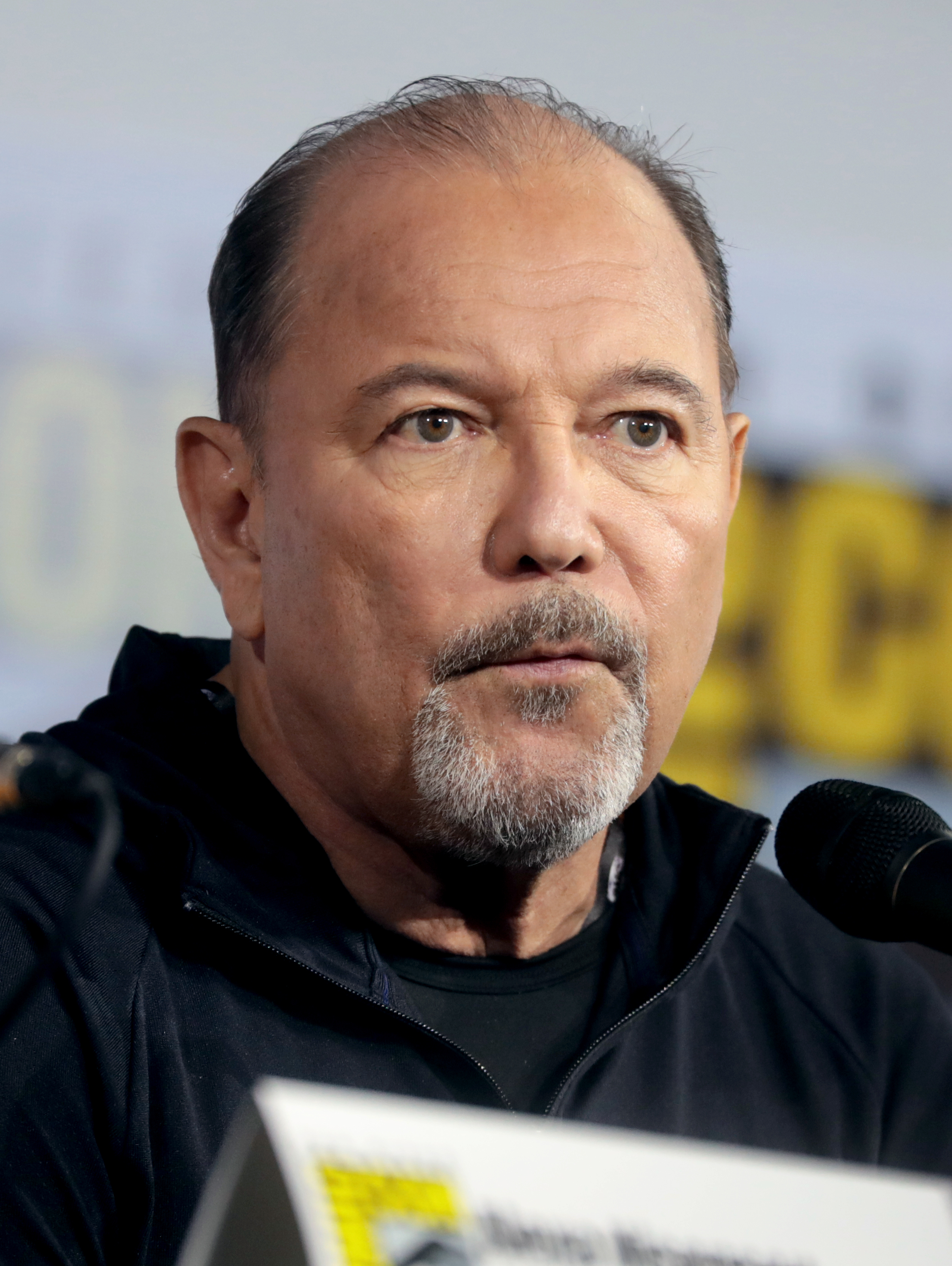
Ruben Blades; * 16. Juli

- 16. Juli: Rubén Blades, panamaischer Salsa-Sänger
- 16. Juli: Max Midinet, deutscher Balletttänzer († 2000)
- 16. Juli: Pinchas Zukerman, israelischer Geiger und Dirigent
- 17. Juli: Ron Asheton, US-amerikanischer Musiker († 2009)
- 17. Juli: Junior Byles, jamaikanischer Reggae-Musiker († 2025)
- 19. Juli: Keith Godchaux, US-amerikanischer Musiker (Grateful Dead) († 1980)
- 19. Juli: Jürgen Kerth, deutscher Blues-Gitarrist
- 20. Juli: Bernd Konrad, deutscher Jazzsaxophonist und Komponist

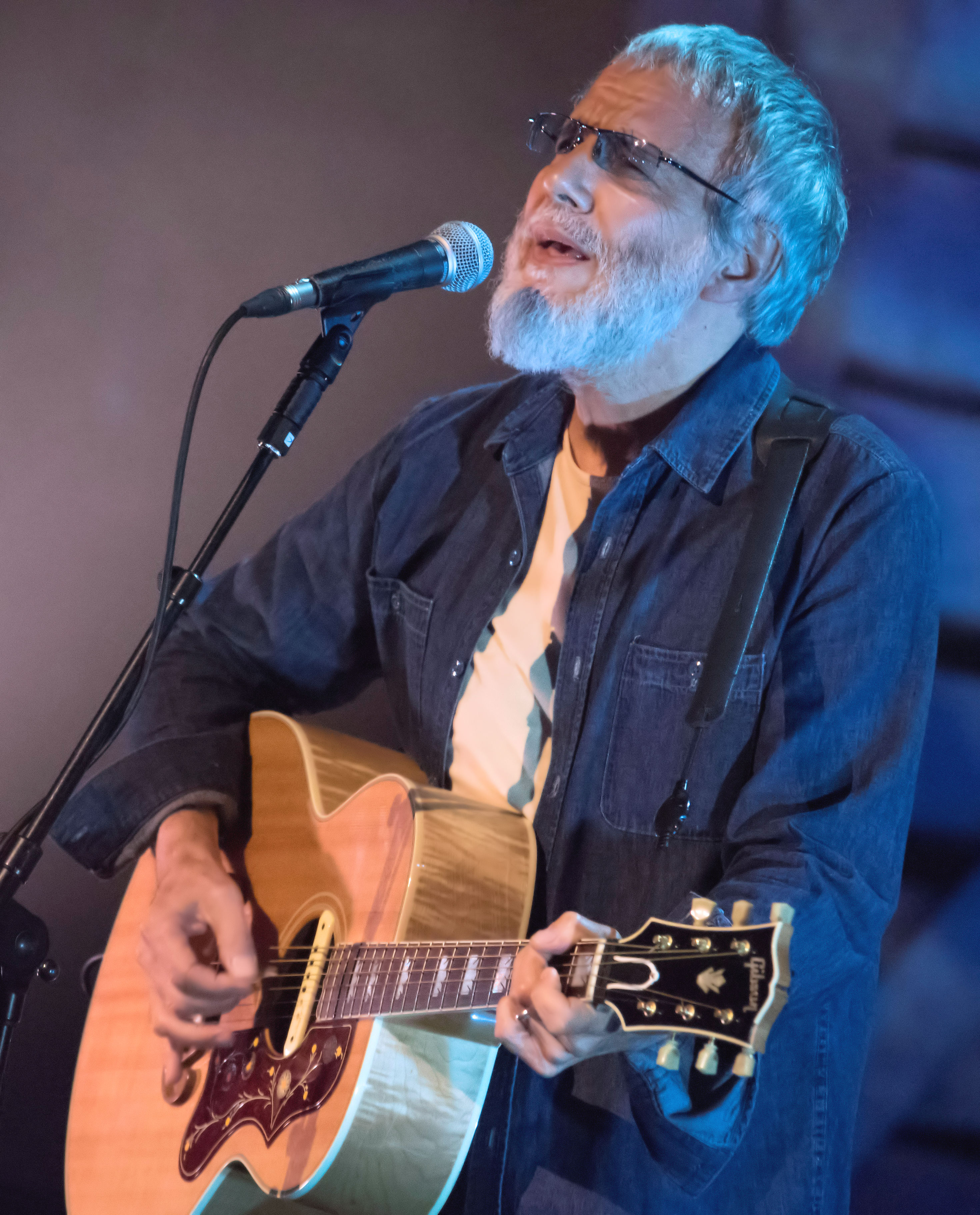
Yusuf Islam; * 21. Juli

- 21. Juli: Yusuf Islam, britischer Sänger und Songwriter
- 21. Juli: Litto Nebbia, argentinischer Rock- und Tangomusiker
- 22. Juli: Rafael Subirachs i Vila, katalanischer Sänger, Liedermacher und Komponist
- 22. Juli: Otto Waalkes, deutscher Komiker, Schauspieler, Musiker und Synchronsprecher
- 24. Juli: Neco, türkischer Popsänger und Schauspieler
- 25. Juli: Steve Goodman, US-amerikanischer Folkmusiker († 1984)
- 26. Juli: Luboš Andršt, tschechischer Blues- und Jazzmusiker († 2021)
- 26. Juli: Charles Eubanks, US-amerikanischer Jazzpianist († 2022)
- 27. Juli: Fred Popovici, rumänischer Komponist
- 28. Juli: Herbert Henck, deutscher Pianist († 2025)
- 29. Juli: Denis Lorrain, kanadisch-französischer Komponist und Musikpädagoge
- 30. Juli: Julia Tsenova, bulgarische Komponistin und Pianistin († 2010)
- 31. Juli: Gerhard Weinberger, deutscher Organist und Professor
- 31. Juli: Chuck Wilson, US-amerikanischer Jazzmusiker († 2018)

### August
- 02. August: Chris Bennett, US-amerikanische Pop- und Jazzsängerin und Songwriterin
- 02. August: Andy Fairweather Low, britischer Sänger und Gitarrist
- 03. August: Ivan Monighetti, russischer Cellist und Dirigent
- 05. August: David Hungate, US-amerikanischer Bassgitarrist
- 07. August: Neil Larsen, US-amerikanischer Jazzmusiker
- 08. August: Christoph Theusner, deutscher Musiker, Komponist und Schauspieler († 2023)
- 10. August: Carola Kretschmer, deutsche Rock-Gitarristin († 2023)
- 12. August: Sam Neely, US-amerikanischer Country-Sänger († 2006)
- 12. August: Bobby Routch, US-amerikanischer Hornist († 2024)

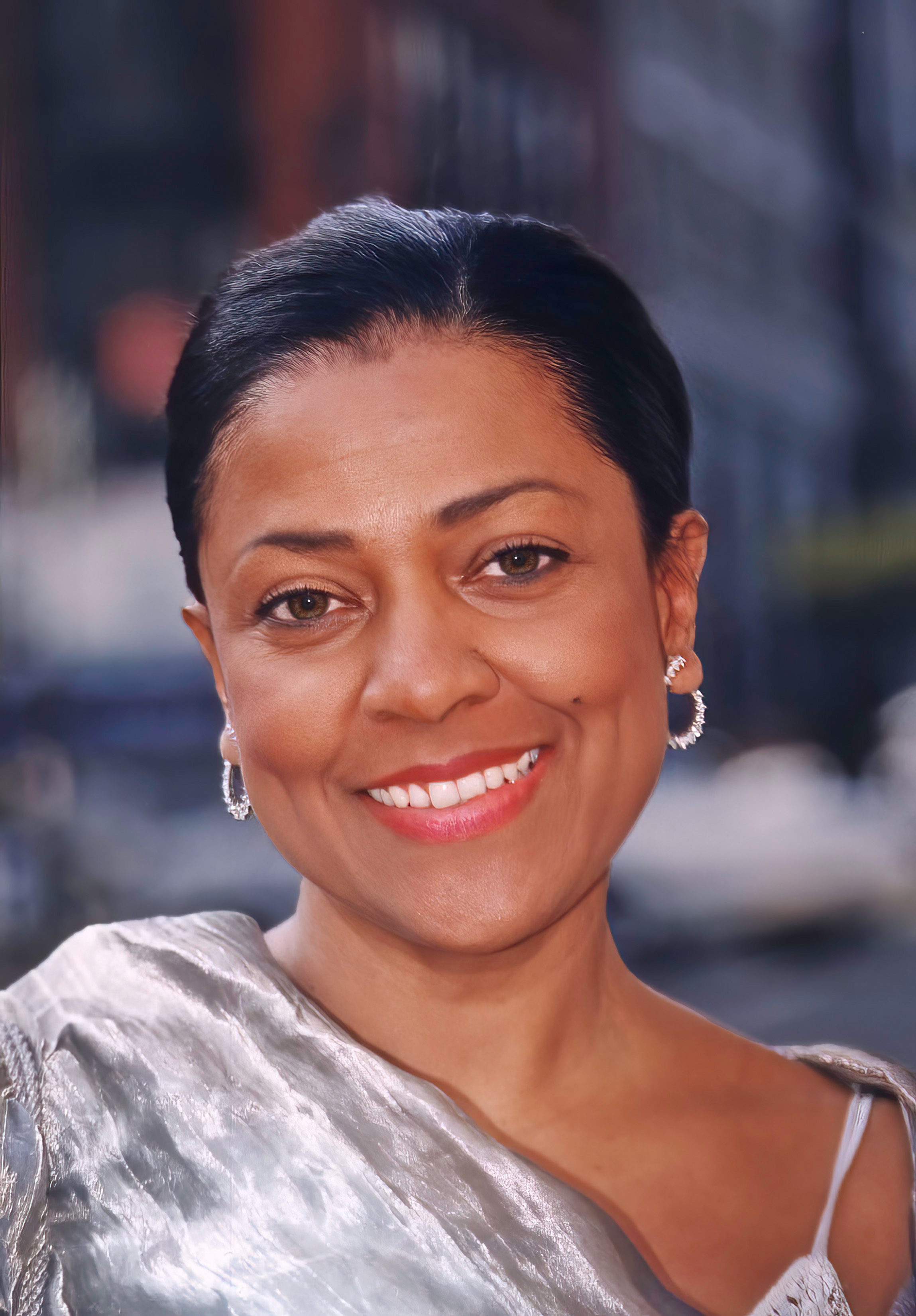
Kathleen Battle; * 13. August

- 13. August: Kathleen Battle, US-amerikanische Sopranistin
- 13. August: Anthony Moore, britischer Experimentalmusiker, Komponist und Produzent
- 15. August: Tom Johnston, US-amerikanischer Rocksänger und -gitarrist
- 16. August: Steve Harris, britischer Jazzmusiker († 2008)
- 16. August: Barry Hay, niederländischer Rocksänger (Golden Earring)
- 18. August: Carsten Bohn, deutscher Musiker
- 18. August: Heiner Pudelko, deutscher Rocksänger († 1995)
- 19. August: Susan Jacks, kanadische Sängerin
- 19. August: Tony Jagitsch, österreichischer Jazzmusiker († 2024)
- 20. August: Robert Plant, britischer Sänger (Led Zeppelin)
- 21. August: Ezzat Abou Aouf, ägyptischer Schauspieler, Musiker und Fernsehmoderator († 2019)
- 21. August: Thoma Gaqi, albanischer Komponist und Hochschullehrer
- 24. August: Spiros Argiris, griechischer Dirigent († 1996)

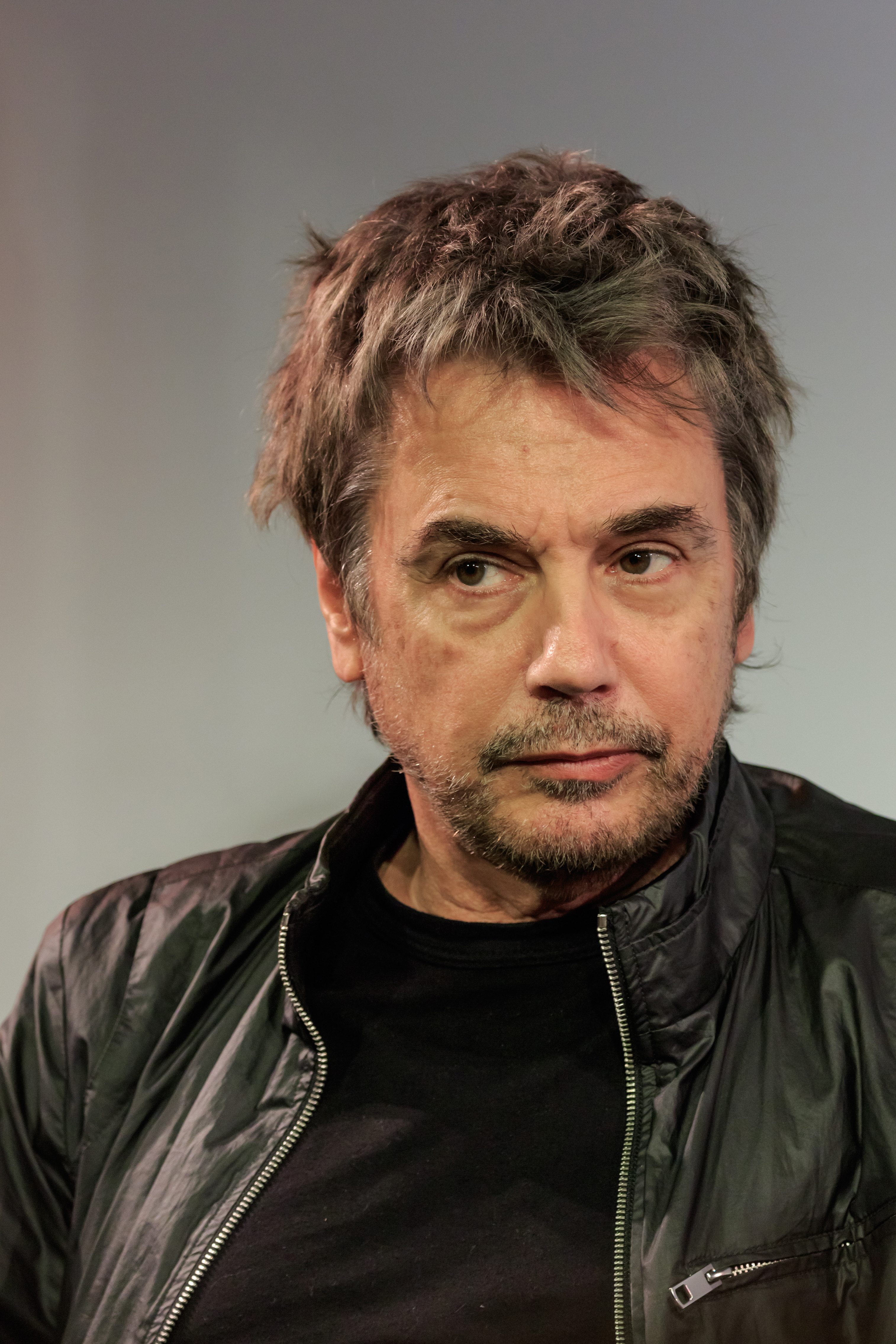
Jean Michel Jarre; * 24. August

- 24. August: Jean-Michel Jarre, französischer Musiker, Komponist und Musikproduzent
- 24. August: Boris Pergamenschtschikow, russischer Cellist († 2004)
- 28. August: Jacques Ogg, niederländischer Cembalist und Hammerklavierspieler
- 29. August: Simon House, britischer Komponist und Musiker († 2025)
- 31. August: Rudolf Schenker, deutscher Gitarrist, Songschreiber (Scorpions)

### September
- 01. September: Claus Jacobi, deutscher Jazzmusiker und Arzt († 2024)
- 01. September: Birthe Kjær, dänische Schlagersängerin
- 04. September: Michael Cochrane, US-amerikanischer Jazzpianist
- 04. September: Antonio Gasperi, italienischer Komponist und Musikpädagoge
- 04. September: Hans Koch, schweizerischer Holzbläser
- 05. September: Karen Borca, US-amerikanische Fagottistin
- 05. September: Daniela Ziegler, deutsche Schauspielerin, Sängerin und Musicaldarstellerin
- 06. September: Claydes Charles Smith, US-amerikanischer Gitarrist
- 10. September: Francisco Zapata Bello, venezolanischer Komponist
- 10. September: Lorraine Feather, US-amerikanische Jazz-Sängerin
- 11. September: John Martyn OBE, britischer Musiker († 2009)
- 12. September: Will Birch, britischer Schlagzeuger, Songwriter, Musikproduzent und Musikjournalist
- 12. September: Ulrich Leykam, deutscher Musiker
- 12. September: Steve Turre, US-amerikanischer Musiker
- 13. September: Nell Carter, US-amerikanische Schauspielerin und Sängerin († 2003)
- 15. September: Thanh Tùng, vietnamesischer Dirigent und Komponist († 2016)
- 16. September: Ron Blair, US-amerikanischer Bassist
- 16. September: Kenney Jones, britischer Musiker (The Faces, The Who)
- 18. September: Betty Cantor-Jackson, US-amerikanische Tontechnikerin und Musikproduzentin
- 20. September: Michael Cuscuna, US-amerikanischer Musikproduzent († 2024)
- 21. September: Bernard Jean, kanadischer Oboist und Musikpädagoge († 2017)
- 21. September: Linda G. Thompson, deutsche Popsängerin
- 25. September: Bill Pierce, US-amerikanischer Jazz-Saxophonist
- 26. September: Marc Dietrich, Schweizer Sänger

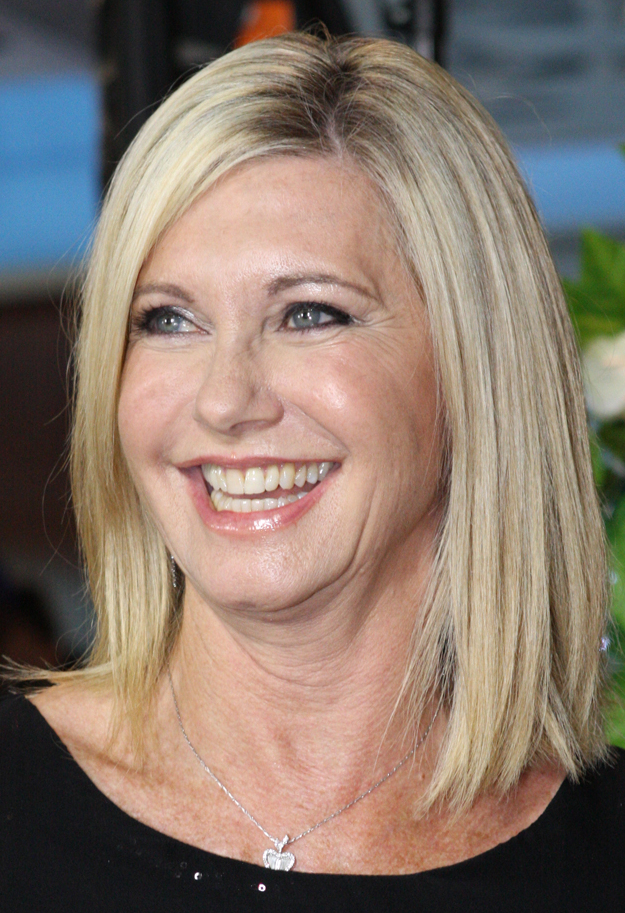
Olivia Newton-John; * 26. September

- 26. September: Olivia Newton-John, australisch-US-amerikanische Sängerin, Schauspielerin und Songwriterin († 2022)
- 26. September: Tiran Porter, US-amerikanischer Sänger und Bassist
- 26. September: Arnie Zane, US-amerikanischer Photograph, Tänzer und Choreograph († 1988)
- 29. September: Mark Farner, US-amerikanischer Gitarrist und Songschreiber (Terry Knight and the Pack, Grand Funk Railroad)
- 29. September: Theo Jörgensmann, deutscher Jazz-Klarinettist
- 30. September: Jonathan Lloyd, britischer Komponist

### Oktober
- 01. Oktober: Lynn Ahrens, US-amerikanische Musical-Theater-Dichterin
- 01. Oktober: Cub Koda, US-amerikanischer Rockmusiker, Songwriter und Kritiker († 2000)
- 02. Oktober: Chris LeDoux, US-amerikanischer Country-Sänger und professioneller Rodeo-Reiter († 2005)
- 02. Oktober: Avery Brooks, US-amerikanischer Schauspieler, Jazzmusiker und Regisseur
- 02. Oktober: Sam Burtis, US-amerikanischer Jazzmusiker († 2023)
- 02. Oktober: Ramesh Mishra, indischer Sarangispieler († 2017)
- 03. Oktober: Johnny Legend, US-amerikanischer Rockabilly-Musiker, Filmproduzent, Filmschauspieler und Wrestling-Promotor
- 04. Oktober: Linda Bergen, deutsche Schlagersängerin
- 04. Oktober: Steinar Ofsdal, norwegischer Flötist und Komponist
- 04. Oktober: Duke Robillard, US-amerikanischer Bluessänger und -gitarrist
- 05. Oktober: Bianca, deutsche Sängerin und Komponistin
- 05. Oktober: Delroy Wilson, jamaikanischer Sänger und Komponist († 1995)
- 06. Oktober: Glenn Branca, US-amerikanischer Avantgarde-Komponist († 2018)

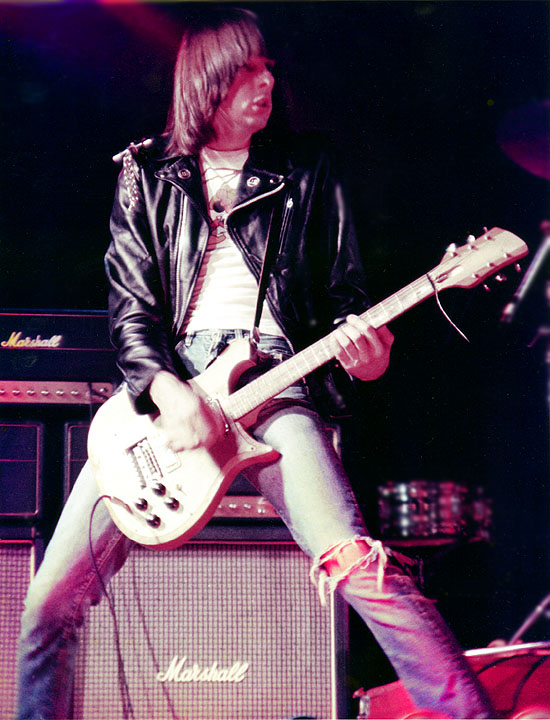
Johnny Ramone; * 8. Oktober

- 08. Oktober: Johnny Ramone, US-amerikanischer Gitarrist (Ramones) († 2004)
- 08. Oktober: Norbert Niedermayer, österreichischer Sänger, Gitarrist und Bassist
- 09. Oktober: Jackson Browne, US-amerikanischer Rockmusiker
- 09. Oktober: Dave Samuels, US-amerikanischer Jazz-Vibraphonist († 2019)
- 10. Oktober: Wolfgang Baumgratz, deutscher Organist und Musikpädagoge
- 10. Oktober: John Bundrick, britischer Keyboarder, Pianist und Organist
- 10. Oktober: Juan Falú, argentinischer Gitarrist
- 10. Oktober: Séverine, französische Schlagersängerin
- 11. Oktober: David Rendall, britischer Opernsänger († 2025)
- 11. Oktober: Evangelina Sobredo Galanes, spanische Sängerin und Liedermacherin († 1976)
- 12. Oktober: Rick Parfitt, britischer Sänger und Gitarrist (Status Quo) († 2016)
- 13. Oktober: John Ford Coley, US-amerikanischer Sänger (England Dan & John Ford Coley)
- 13. Oktober: Nusrat Fateh Ali Khan, pakistanischer Musiker († 1997)
- 13. Oktober: Geoff Simkins, britischer Jazzmusiker
- 15. Oktober: Chris de Burgh, irischer Sänger und Komponist
- 15. Oktober: Eberhard Hoppe, deutscher Musiker und Politiker
- 16. Oktober: Paul Berkowitz, kanadischer Pianist und Musikpädagoge
- 17. Oktober: Reinhard Schneider, deutscher Musikwissenschaftler und Musikpädagoge
- 18. Oktober: Sheila White, britische Schauspielerin und Musicaldarstellerin († 2018)
- 19. Oktober: Patrick Simmons, US-amerikanischer Sänger und Gitarrist (The Doobie Brothers)
- 21. Oktober: Dennis Rowland, US-amerikanischer Schauspieler und Jazzsänger
- 22. Oktober: Håkon Austbø, norwegischer Pianist und Hochschullehrer
- 22. Oktober: Bo Holten, dänischer Komponist und Dirigent
- 23. Oktober: Gordon Gottlieb, US-amerikanischer Perkussionist
- 23. Oktober: Jay Gottlieb, US-amerikanischer Pianist
- 23. Oktober: Rose Nabinger, deutsche Jazzsängerin und Funktionärin
- 23. Oktober: Jordi Sabatés, spanischer Musiker († 2022)
- 24. Oktober: Barry Ryan, britischer Sänger († 2021)
- 24. Oktober: Paul Ryan, britischer Sänger und Songwriter († 1992)

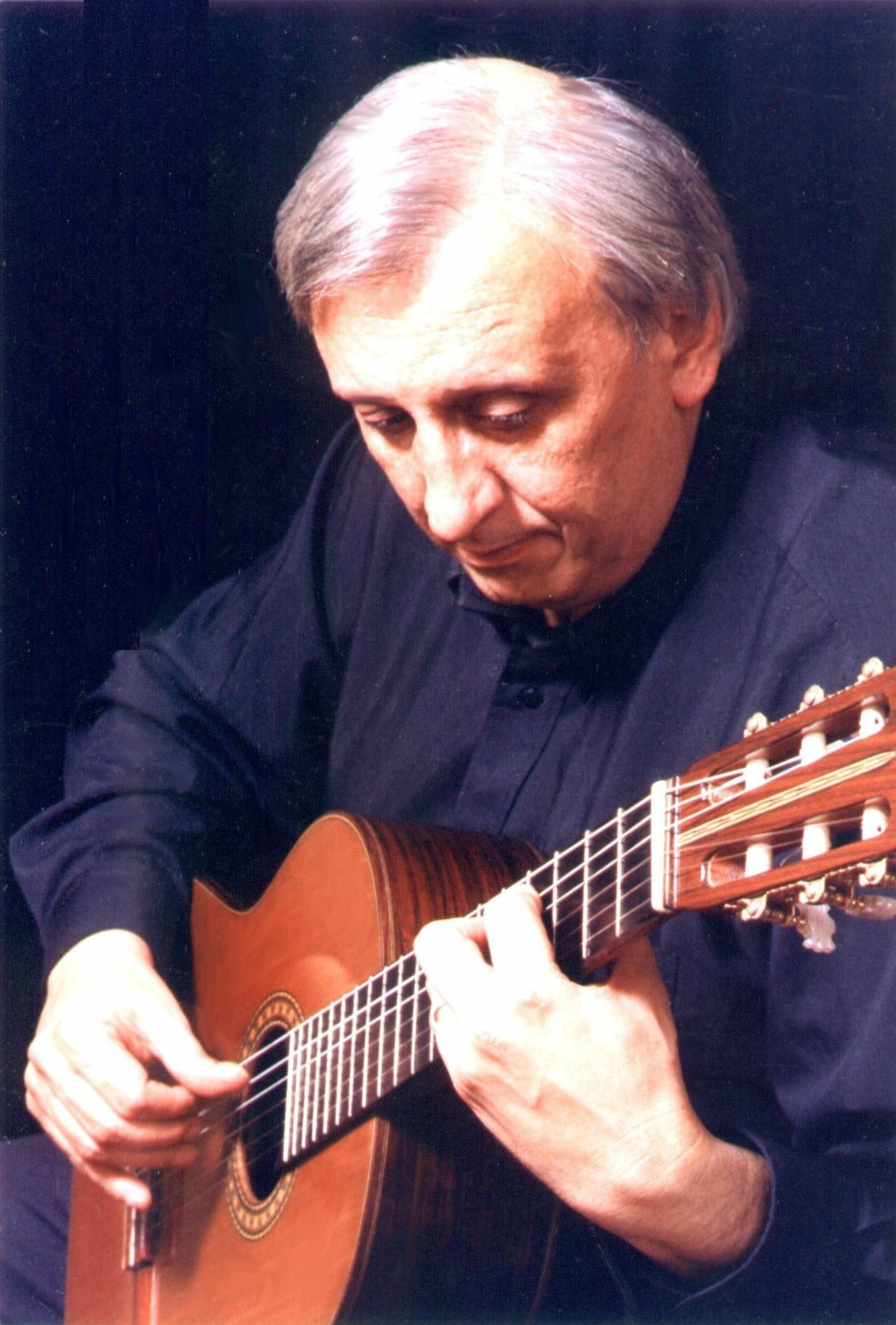
César Amaro; * 25. Oktober

- 25. Oktober: César Amaro, uruguayischer Gitarrist († 2012)
- 28. Oktober: Telma Hopkins, US-amerikanische Sängerin und Schauspielerin
- 28. Oktober: Joe Sachse, deutscher Jazzgitarrist
- 29. Oktober: Kate Jackson, US-amerikanische Schauspielerin

### November
- 01. November: James Henry Fields, US-amerikanischer Pianist († 1984)0
- 01. November: Raphe Malik, US-amerikanischer Free-Jazz-Trompeter († 2006)
- 01. November: Calvin Russell, US-amerikanischer Musiker, Vertreter des Roots Rock († 2011)
- 03. November: Malcolm Dedman, britischer Komponist
- 03. November: Lulu, schottische Pop-Sängerin und Schauspielerin
- 05. November: Peter Hammill, britischer Komponist, Songwriter und Musiker
- 06. November: Glenn Frey, US-amerikanischer Rockmusiker (Eagles) († 2016)
- 09. November: Kazimierz Jonkisz, polnischer Jazzmusiker
- 10. November: Hugh Moffatt, US-amerikanischer Country-Sänger und Songwriter
- 11. November: Hannibal Marvin Peterson, US-amerikanischer Jazzmusiker und Komponist
- 11. November: Wolfgang Schmid, deutscher Bassgitarrist, Komponist und Produzent
- 15. November: Maria Bill, Schweizer Schauspielerin und Sängerin
- 15. November: Andrzej Mysiński, polnischer Kontrabassist, Dirigent und Musikpädagoge

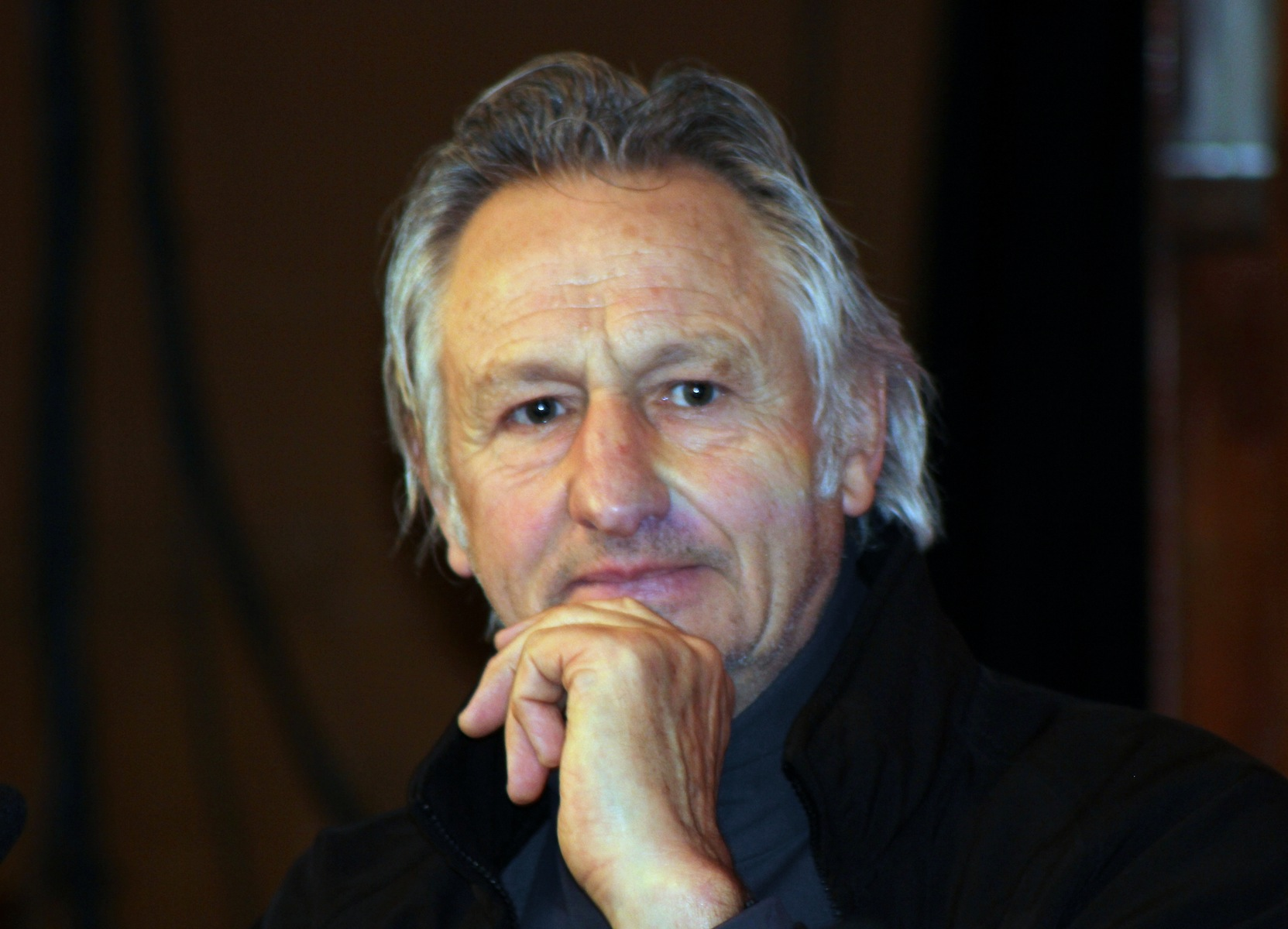
Georg Ringsgwandl; * 15. November

- 15. November: Georg Ringsgwandl, deutscher Kardiologe, Kabarettist und Liedermacher
- 16. November: Tihomir Pop Asanović, kroatischer Fusionmusiker (Keyboards, Orgel, Komposition)
- 16. November: Chi Coltrane, US-amerikanische Rockmusikerin, Sängerin und Songschreiberin
- 16. November: Walter van Hauwe, niederländischer Blockflötist und Musikpädagoge
- 16. November: Robert Lange, britischer Musikproduzent
- 16. November: Oliver Shanti, deutscher Musiker († 2016)
- 18. November: Manfred Morgan, deutscher Schlagersänger, Komponist, Texter und Gitarrist († 2015)
- 20. November: Barbara Hendricks, schwedische Sopranistin

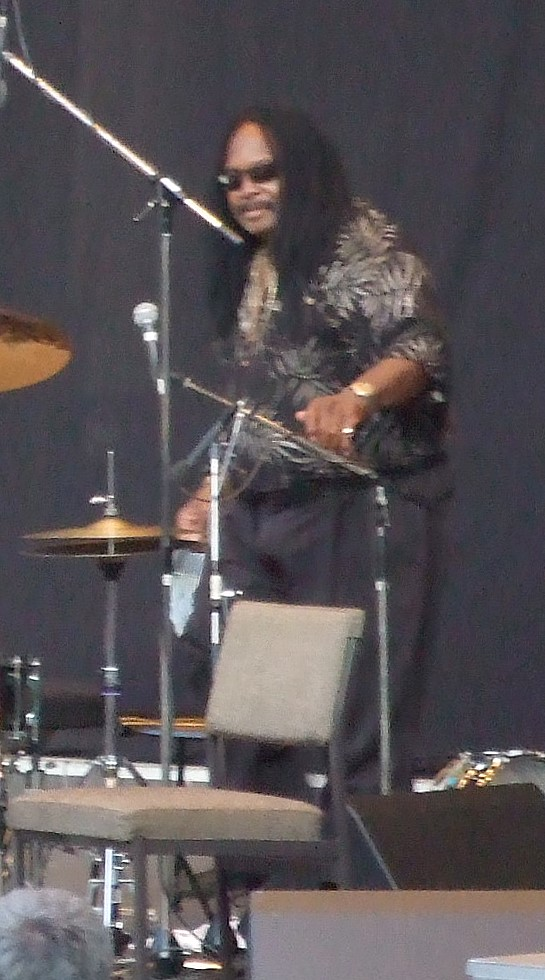
Alphonse Mouzon; * 21. November

- 21. November: Alphonse Mouzon, US-amerikanischer Schlagzeuger, Komponist und Produzent († 2016)
- 21. November: Alberto Alén Pérez, kubanischer Cellist und Musikpädagoge († 2004)
- 21. November: Mick Rock, britischer Rock-Fotograf († 2021)
- 21. November: David Tasa, US-amerikanisch-deutscher Trompeter und Hochschullehrer
- 22. November: Adalberto Álvarez, kubanischer Pianist, Arrangeur und Bandleiter († 2021)
- 23. November: Iosseb Bardanaschwili, georgischer und hebräischer Komponist
- 23. November: Emil Viklický, tschechischer Jazzpianist und Komponist
- 24. November: Thomas Emmerig, deutscher Musikwissenschaftler und Lyriker († 2021)
- 25. November: Jim O’Neal, US-amerikanischer Bluesexperte, Autor, Musikproduzent und Labelbetreiber
- 25. November: Catana Pérez de Cuello, dominikanische Pianistin und Musikpädagogin
- 26. November: Fausto Bordalo Dias, portugiesischer Sänger und Komponist († 2024)
- 28. November: Mariana Nicolesco, rumänische Sopranistin († 2022)
- 30. November: Stan Sulzmann, britischer Jazzmusiker

### Dezember
- 01. Dezember: Colin Sell, britischer Pianist
- 02. Dezember: Michael Stuart, jamaikanischer Jazzmusiker

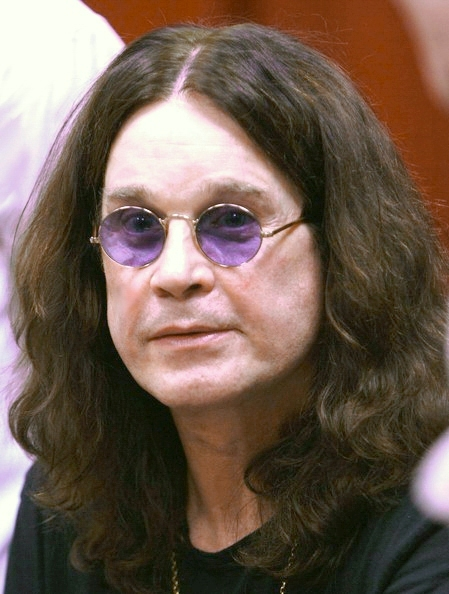
Ozzy Osbourne; * 3. Dezember

- 03. Dezember: Ozzy Osbourne, britischer Rockmusiker (Black Sabbath) († 2025)
- 04. Dezember: Udo Arndt, deutscher Musiker, Tonmeister und Produzent
- 04. Dezember: Jim Hiscott, kanadischer Komponist und Akkordeonist

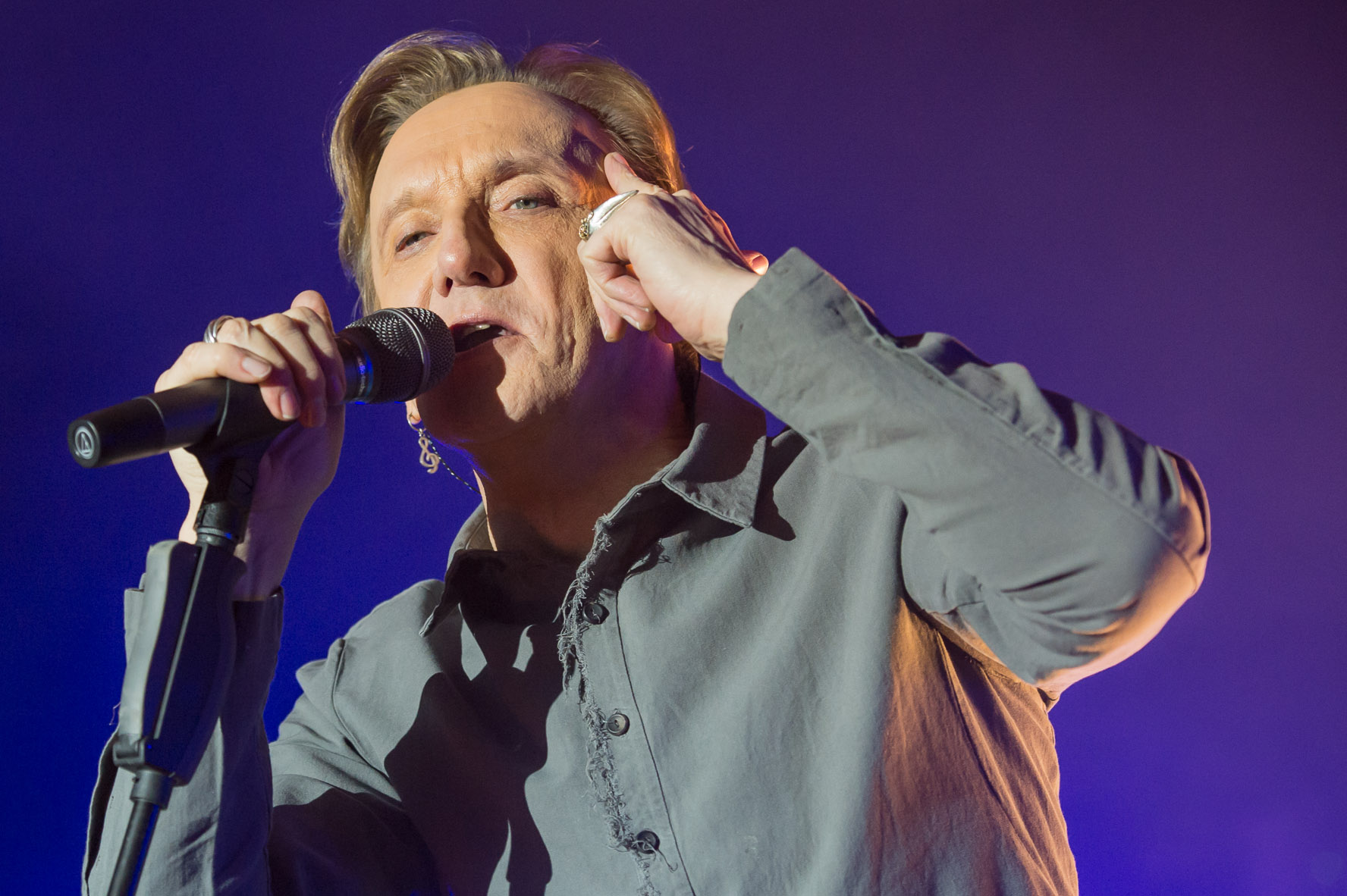
Marius Müller-Westernhagen; * 6. Dezember

- 06. Dezember: Marius Müller-Westernhagen, deutscher Musiker und Schauspieler
- 06. Dezember: Harvie Swartz, US-amerikanischer Jazzbassist
- 07. Dezember: Mads Vinding, dänischer Jazzbassist
- 10. Dezember: Jessica Cleaves, US-amerikanische Sängerin und Songwriterin (The Friends of Distinction)
- 11. Dezember: Chester Thompson, US-amerikanischer Schlagzeuger
- 11. Dezember: Víctor Víctor, dominikanischer Merenguesänger und Komponist († 2020)
- 13. Dezember: Jeff Baxter, US-amerikanischer Rockgitarrist (The Doobie Brothers, Steely Dan)
- 13. Dezember: Ted Nugent, US-amerikanischer Rock-Musiker
- 15. Dezember: Toshinori Kondo, japanischer Jazz- und Fusionmusiker
- 15. Dezember: Carlos Zingaro, portugiesischer Musiker und Zeichner
- 16. Dezember: Josef Newerkla, österreichischer Autor, Poet, Musiker und Theaterregisseur
- 18. Dezember: Liliane Saint-Pierre, belgische Sängerin
- 19. Dezember: William Pura, kanadischer Komponist und bildender Künstler
- 20. Dezember: Alan Parsons, britischer Musiker und Toningenieur
- 20. Dezember: Onno Tunç, türkischer Musiker, Komponist und Arrangeur († 1996)
- 20. Dezember: Mitsuko Uchida, japanische Pianistin
- 21. Dezember: Willi Resetarits, österreichischer Sänger und Menschenrechtsaktivist († 2022)
- 23. Dezember: Mechthild Großmann, deutsche Schauspielerin, Hörspielsprecherin und Tänzerin
- 22. Dezember: Lana Walter, US-amerikanische Musikpädagogin und Komponistin
- 24. Dezember: Frank Jürgen „Eff Jott“ Krüger, deutscher Rockmusiker († 2007)
- 25. Dezember: Barbara Mandrell, US-amerikanische Sängerin und Schauspielerin
- 26. Dezember: Lolita de la Colina, mexikanische Singer-Songwriterin
- 28. Dezember: Mary Weiss, US-amerikanische Sängerin († 2024)
- 30. Dezember: Christina Petrowska Quilico, kanadische Pianistin und Musikpädagogin
- 30. Dezember: Carole Terry, US-amerikanische Organistin, Cembalistin und Musikpädagogin
- 31. Dezember: Stephen Cleobury, britischer Organist, Dirigent und Chorleiter († 2019)

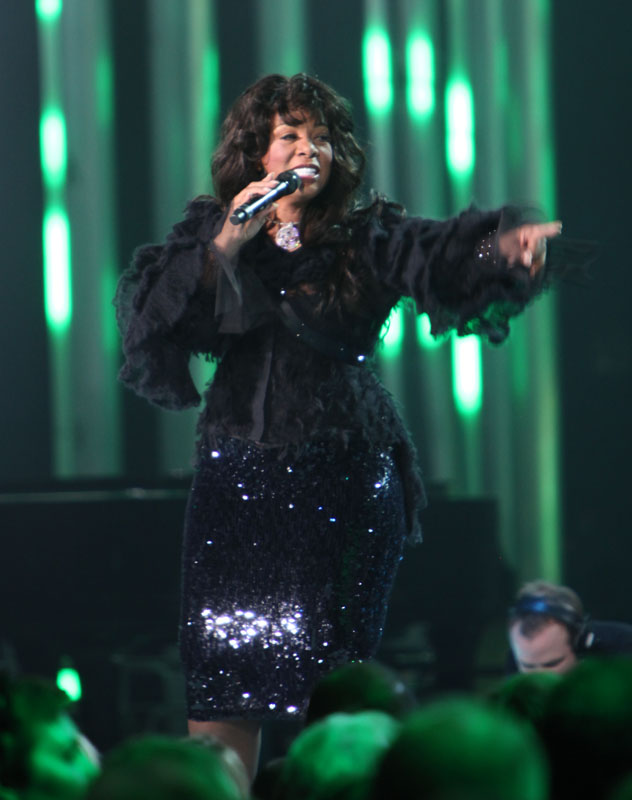
Donna Summer; * 31. Dezember

- 31. Dezember: Donna Summer, US-amerikanische Sängerin und Songschreiberin († 2012)

### Genaues Geburtsdatum unbekannt
- József Ács, ungarischer Komponist, Pianist und Organist
- Muhlis Akarsu, türkischer Bağlama-Spieler und Sänger († 1993)
- Manfred App, deutscher Musikverleger
- Tandy Beal, US-amerikanische Tänzerin, Choreographin und Tanzlehrerin
- Ulrich Beetz, deutscher Geiger und Hochschullehrer
- Gary Curson, britischer Jazzmusiker (Saxophon)
- Fadumo Ahmed Dhimbiil, dschibutische Dichterin, Schauspielerin und Sängerin († 2018)
- Nima Djama, dschibutische Sängerin und Politikerin
- Erik Fischer, deutscher Musikwissenschaftler
- Peter Froundjian, deutscher Pianist
- Georg Herrnstadt, österreichischer Musiker, Komponist und Autor
- Michel Jordan, Schweizer Musikpädagoge, Organist und Chorleiter
- Eduard Kaeser, Schweizer Physiker, Gymnasiallehrer, Philosoph, Publizist und Jazzmusiker
- Bob Martin, US-amerikanischer Jazzmusiker († 2023)
- Thara Memory, US-amerikanischer Jazzmusiker (Trompete) und Musikpädagoge († 2017)
- Colin Metters, britischer Dirigent und Musikpädagoge
- Hans van Nieuwkoop, niederländischer Organist, Musikwissenschaftler und Musikpädagoge
- Franck Olivier, belgischer Schlagersänger und Komponist († 2021)
- Haridwaramangalam A. K. Palanivel, indischer Tavilspieler
- Wilfried Petzi, deutscher Fotograf und Musiker
- Frank Retzel, US-amerikanischer Komponist
- Fred Sherry, US-amerikanischer Cellist und Musikpädagoge
- Antoñita Singla, spanische Flamenco-Tänzerin
- Stavros Sideras, zyprischer Musiker, Komponist und Regisseur
- Annemies Tamboer, niederländische Musikarchäologin
- Hans Urbanek, österreichischer Dirigent

### Geboren um 1948
- Jah Shaka, Londoner Soundsystem-Operator, Deejay, Dub-Mixer und Produzent († 2023)
- Mariana Sîrbu, rumänische Violinistin († 2023)
- Don Stille, US-amerikanischer Jazzmusiker (Piano, Akkordeon)

## Gestorben

### Januar bis März
- 01. Januar: Edna May, US-amerikanische Schauspielerin und Sängerin (* 1878)
- 01. Januar: Hermann Zilcher, deutscher Komponist (* 1881)
- 02. Januar: Mark Fisher, deutscher Komponist, Musikpädagoge und Pianist (* 1895)

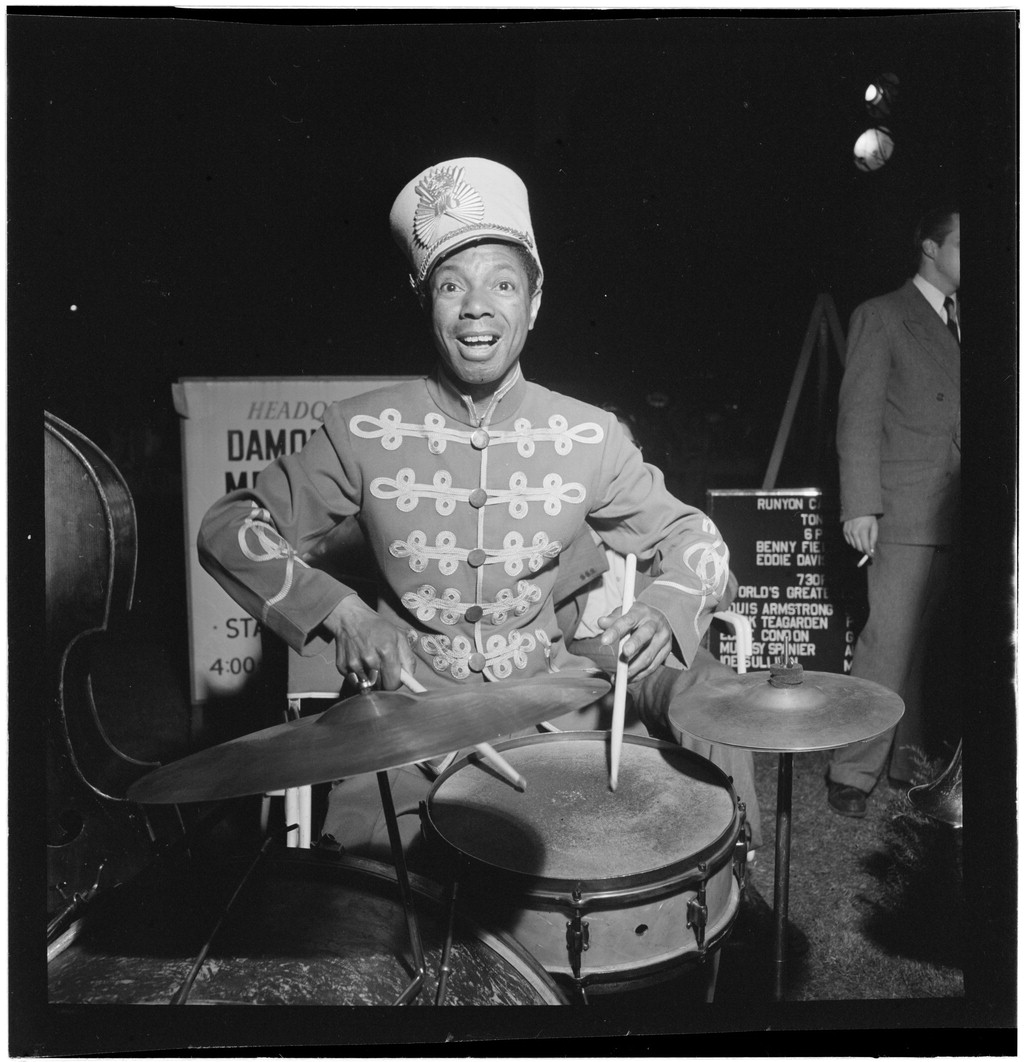
Kaiser Marshall; † 2. Januar

- 02. Januar: Kaiser Marshall, US-amerikanischer Jazz-Schlagzeuger (* 1902)
- 07. Januar: Paul Essek, deutsch-schweizerischer Bratschist und Komponist (* 1875)
- 08. Januar: Richard Tauber, österreichischer Opernsänger (* 1891)
- 09. Januar: Violet Gordon-Woodhouse, britische Cembalistin und Clavicordistin (* 1872)
- 09. Januar: Oskar Jascha, österreichischer Komponist und Kapellmeister (* 1881)
- 11. Januar: João Petra de Barros, brasilianischer Sänger (* 1914)
- 11. Januar: Vladimir Karapetoff, US-amerikanischer Autor, Musiker und Professor für Elektrotechnik (* 1876)

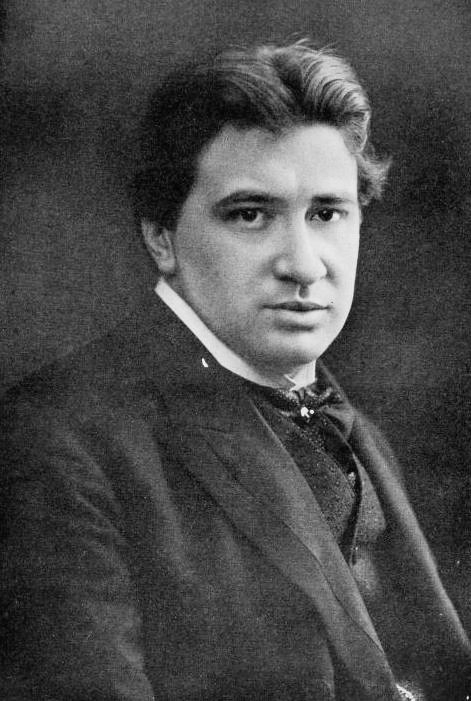
Ermanno Wolf-Ferrari; † 21. Januar

- 21. Januar: Ermanno Wolf-Ferrari, deutsch-italienischer Komponist (* 1876)
- 22. Januar: Rudolf Jäger, deutscher Opernsänger (Tenor) und Gesangspädagoge (* 1875)

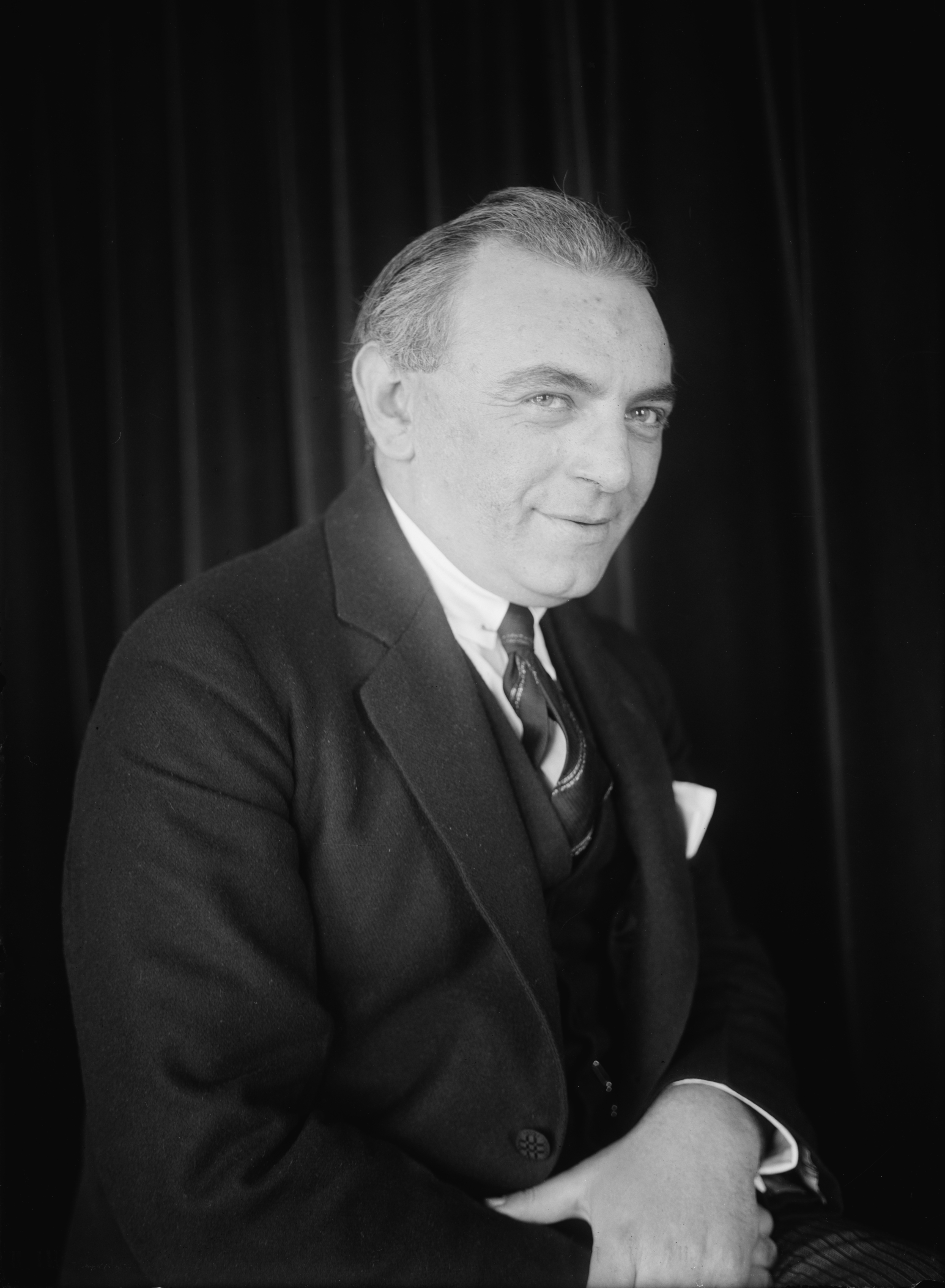
Ignaz Friedman; † 26. Januar

- 26. Januar: Ignaz Friedman, polnischer Pianist und Komponist (* 1882)
- 26. Januar: John Lomax, US-amerikanischer Folklore- und Musikforscher (* 1867)
- 29. Januar: Hans Bullerian, deutscher Komponist von E-Musik (* 1885)
- 03. Februar: Franz Xaver Müller, österreichischer Geistlicher und Musiker (* 1870)
- 06. Februar: Sidney Arodin, US-amerikanischer Jazz-Klarinettist und Komponist (* 1901)
- 07. Februar: Red McKenzie, US-amerikanischer Jazz-Musiker (Bandleader, Sänger, Kamm) des Chicago Jazz und Musikagent (* 1899)
- 09. Februar: Bert Silving, österreichischer Geiger, Komponist, Arrangeur, Sänger, Autor und Rundfunk-Pionier (* 1887)
- 09. Februar: Karl Valentin, bayerischer Komiker, Volkssänger, Autor und Filmproduzent (* 1882)
- 12. Februar: Leo F. Forbstein, US-amerikanischer Filmkomponist (* 1892)
- 14. Februar: Mario Mascagni, italienischer Komponist und Dirigent (* 1881)
- 21. Februar: Frederic Lamond, schottischer Pianist, Komponist und Musikpädagoge (* 1868)
- 27. Februar: Jack Kaufman, US-amerikanischer Sänger (* 1883)
- 08. März: Gustav Gamper, Schweizer Musiker, Maler und Schriftsteller (* 1873)
- 10. März: Bruno Kittel, deutscher Chorleiter und Violinist (* 1870)
- 12. März: Josef Reitler, österreichischer Musikkritiker und Musikpädagoge (* 1883)
- 16. März: Clara Mannes, deutsch-amerikanische Pianistin und Musikpädagogin (* 1869)
- 24. März: Konstantin Igumnow, russischer Komponist und Klaviervirtuose (* 1873)
- 27. März: Karel Candael, belgischer Komponist, Dirigent und Musikpädagoge (* 1883)
- 29. März: Franz Niederer, österreichischer Musiker (* 1903)
- 30. März: John H. Bieling, US-amerikanischer Sänger (* 1869)

### April bis Juni
- 02. April: Anna Jordánová, tschechische Opernsängerin (* 1877)
- 04. April: George Dorrington Cunningham, britischer Organist und Musikpädagoge (* 1878)
- 05. April: Joe Alex, französischer Sänger, Varieté-Tänzer und Schauspieler (* 1891)
- 05. April: Viktor Junk, österreichischer Germanist und Komponist (* 1875)
- 07. April: Hermine Kittel, österreichische Theaterschauspielerin, Opernsängerin (Alt) und Gesangspädagogin (* 1879)
- 11. April: Paul Weingarten, österreichischer Pianist und Musiklehrer (* 1886)
- 13. April: Max Seiffert, deutscher Musikwissenschaftler, Herausgeber Alter Musik (* 1868)
- 14. April: Hermann Hesse, deutscher Dirigent, Chorleiter und Organist (* 1861)
- 16. April: Juozas Gruodis, litauischer Komponist und Musikpädagoge (* 1884)
- 21. April: Carlos López Buchardo, argentinischer Komponist, Pianist und Musikpädagoge (* 1881)
- 24. April: Manuel María Ponce, mexikanischer Komponist (* 1882)
- 24. April: Jāzeps Vītols, lettischer Komponist (* 1863)
- 25. April: Gerardo Matos Rodríguez, uruguayischer Tango-Komponist (* 1897)
- 29. April: Frida Scotta, dänische Violinistin (* 1871)
- 01. Mai: Marceli Popławski, polnischer Komponist, Geiger, Dirigent und Musikpädagoge (* 1882)

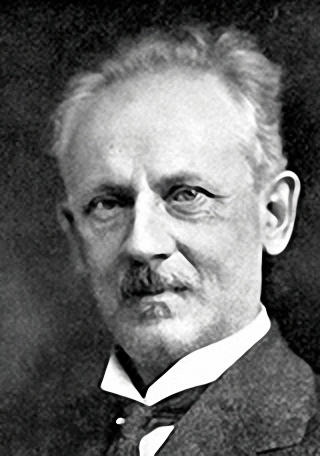
William Berwald; † 8. Mai

- 08. Mai: William Henry Berwald, deutsch-amerikanischer Musikpädagoge, Dirigent und Komponist (* 1864)
- 12. Mai: Isidor Achron, Pianist, Komponist und Musikpädagoge (* 1892)
- 12. Mai: Francisco Alonso, spanischer Komponist (* 1887)
- 15. Mai: Jacques Gordon, US-amerikanischer Geiger, Dirigent und Musikpädagoge (* 1899)
- 17. Mai: Olga Samaroff, US-amerikanische Pianistin, Musikpädagogin und Musikkritikerin (* 1880)
- 19. Mai: Gabriel Jacobsohn, israelischer Komponist (* 1923)
- 28. Mai: Hubert Eisdell, britischer Sänger (* 1882)

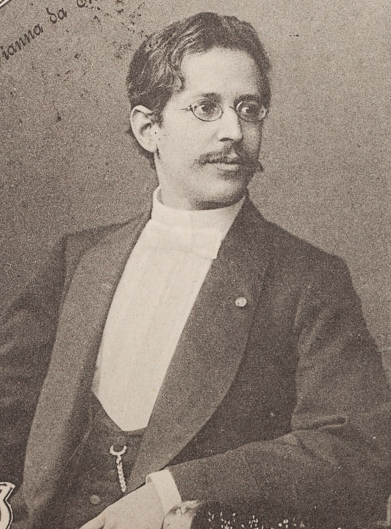
Vianna da Motta; † 1. Juni

- 01. Juni: José Vianna da Motta, portugiesischer Pianist und Komponist (* 1868)
- 01. Juni: Sonny Boy Williamson I., US-amerikanischer Bluesmusiker und Mundharmonikaspieler (* 1914)
- 04. Juni: Georg Kniestädt, deutscher Violinist (* 1895)
- 06. Juni: Albert Fischer, deutscher Opernsänger (* 1878)
- 07. Juni: Georges Hüe, französischer Komponist (* 1858)
- 08. Juni: Josef Correck, deutscher Opernsänger (* 1892)
- 14. Juni: Ernst Henrik Ellberg, schwedischer Komponist (* 1868)
- 14. Juni: John Blackwood McEwen, schottischer Komponist (* 1868)
- 17. Juni: Henrik Lund, grönländischer Dichter, Pastor, Katechet, Missionar, Maler, Komponist und Landesrat (* 1875)
- 17. Juni: Beryl Wallace, US-amerikanische Schauspielerin, Sängerin und Tänzerin (* 1912)
- 20. Juni: George Frederick Boyle, australischer Komponist (* 1886)
- 27. Juni: George Templeton Strong, US-amerikanischer Komponist (* 1856)

### Juli bis September
- 13. Juli: Abram Michailowitsch Lufer, ukrainischer Pianist (* 1905)
- 27. Juli: Viktor Polatschek, österreichischer Klarinettist und Klarinettenpädagoge (* 1889)
- 28. Juli: Edith Burger, Schweizer Pianistin und Sängerin (* 1906)
- 30. Juli: Émile Rupp, französischer Organist und Organologe (* 1872)
- 07. August: Lula Mysz-Gmeiner, siebenbürger Konzertsängerin (Altistin) und Gesangspädagogin (* 1876)
- 07. August: Hildegard Stradal, österreichische Sängerin (Mezzosopran), Schriftstellerin und Übersetzerin (* 1864)
- 10. August: Lucille Bogan, US-amerikanische Blues-Sängerin und Songwriterin (* 1897)

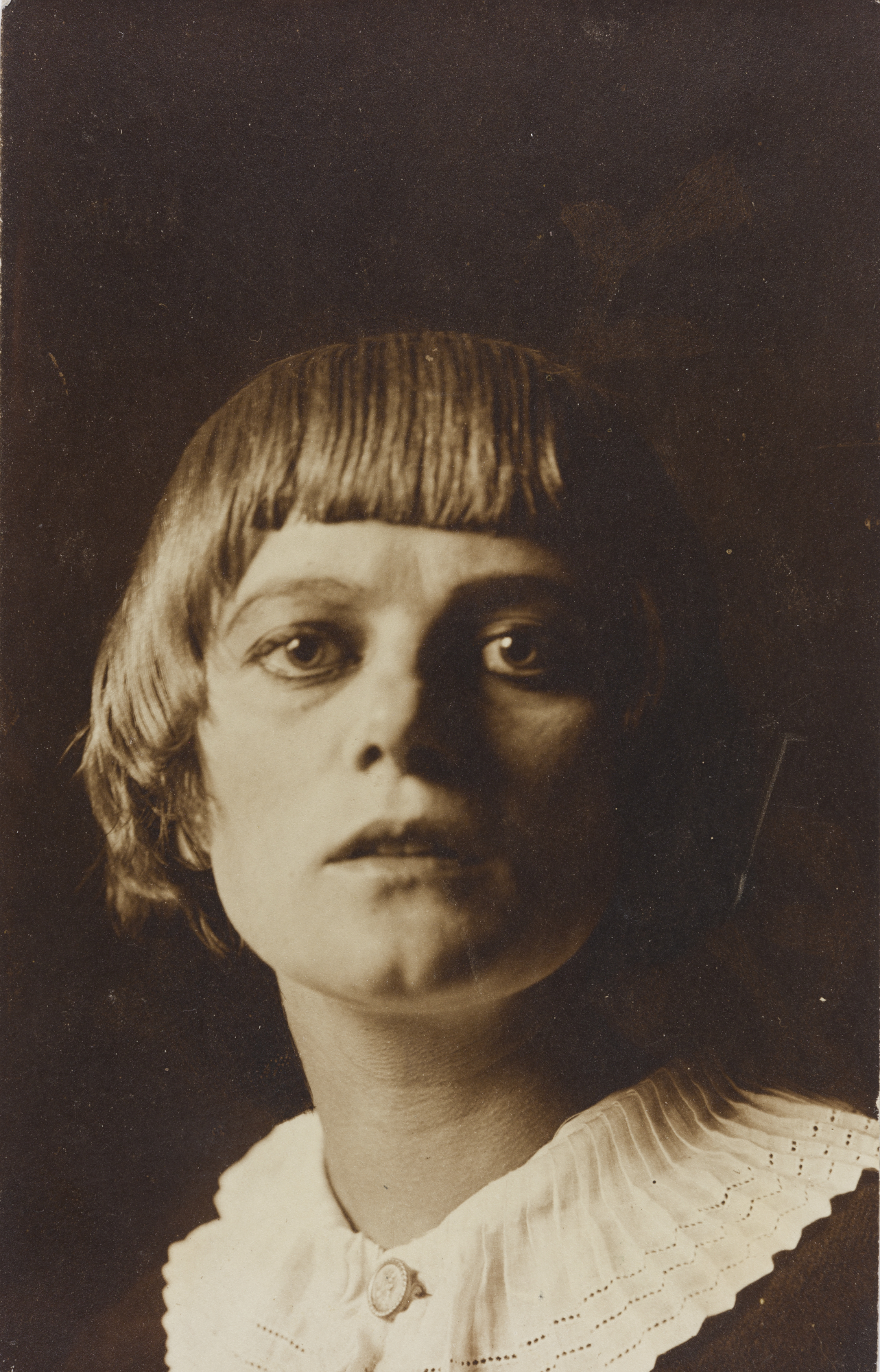
Emmy Hennings; † 10. August

- 10. August: Emmy Hennings, deutsche Schriftstellerin, Schauspielerin, Sängerin und Kabarettistin (* 1885)
- 21. August: Josef Lechthaler, österreichischer Komponist und Musikpädagoge (* 1891)
- 23. August: Yvonne Rokseth, französische Musikwissenschaftlerin, Hochschullehrerin und Bibliothekarin, Organistin und Komponistin (* 1890)
- 27. August: Oscar Lorenzo Fernández, brasilianischer Komponist (* 1897)
- 03. September: Mutt Carey, US-amerikanischer Jazz-Trompeter (* 1891)

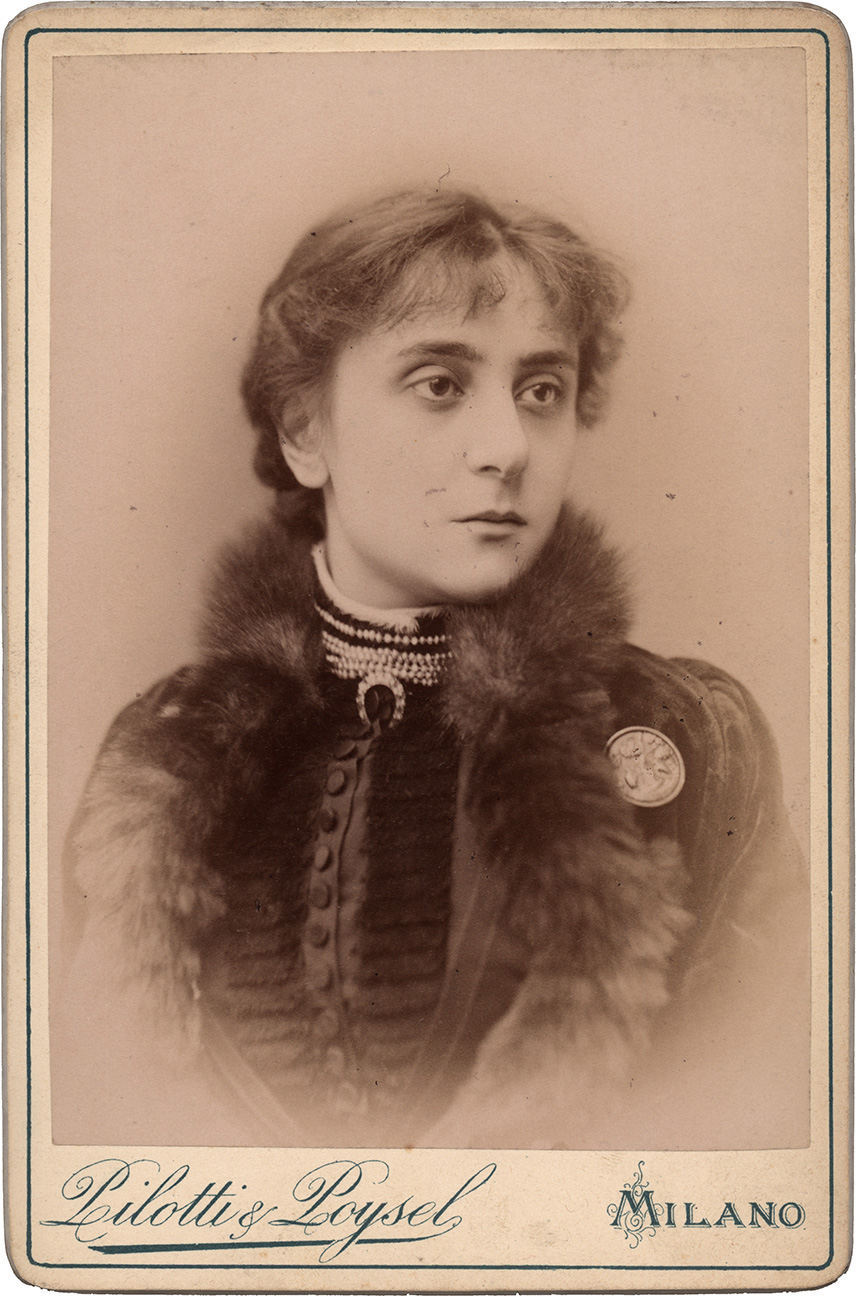
Alice Barbi; † 4. September

- 04. September: Alice Barbi, italienische Violinistin, Sängerin und Komponistin (* 1858)
- 04. September: Oscar Walcker, deutscher Orgelbauer (* 1869)
- 08. September: Aleksander Läte, estnischer Komponist (* 1860)
- 11. September: Hermann Wilhelm Ludwig, sudetendeutscher Komponist, Kantor und Organist (* 1890)
- 12. September: Rupert D’Oyly Carte, britischer Hotelier, Theaterbesitzer und Impresario (* 1876)
- 13. September: Esther Baezner, Schweizer Komponistin und Musikkritikerin (* 1883)
- 14. September: Vernon Dalhart, US-amerikanischer Sänger und Country-Musiker (* 1883)
- 17. September: Ernani Braga, brasilianischer Komponist, Pianist und Dirigent (* 1988)
- 18. September: Anton Orel, slowenischer Opernsänger (* 1914)
- 20. September: Bruno Leipold, deutscher Violinist, Lehrer, Kantor und Komponist (* 1879)
- 20. September: Nicolai Shutorev, US-amerikanischer Sänger russischer Abstammung (* 1914)
- 23. September: Heinz Saltenburg, deutscher Schauspieler, Librettist, Regisseur, Intendant, Theaterproduzent und Theaterunternehmer (* 1882)
- 26. September: Néstor Feria, uruguayischer Tangosänger, Gitarrist, Komponist und Schauspieler (* 1894)
- 30. September: Max Koulen, deutscher Orgelbauer (* 1876)
- 00. September: Louis Madison, US-amerikanischer Jazztrompeter (* 1899)

### Oktober bis Dezember
- 02. Oktober: Friedrich Buxbaum, österreichischer Cellist und Komponist (* 1869)
- 04. Oktober: Georg Kulenkampff, deutscher Violinist (* 1898)
- 04. Oktober: Jan Savitt, US-amerikanischer Jazz-Musiker und Bigband-Leader (* 1907)
- 10. Oktober: Mary Eaton, US-amerikanische Schauspielerin und Tänzerin (* 1901)
- 10. Oktober: Siegmund von Hausegger, österreichischer Komponist und Dirigent (* 1872)
- 12. Oktober: Adrian Rappoldi, deutscher Musiker und Musikpädagoge (* 1876)
- 18. Oktober: Heinrich Scheuten, deutscher Opernsänger (* 1866)
- 23. Oktober: Eugeniusz Morawski-Dąbrowa, polnischer Komponist (* 1876)
- 24. Oktober: Markus Koch, deutscher Komponist und Musikpädagoge (* 1879)

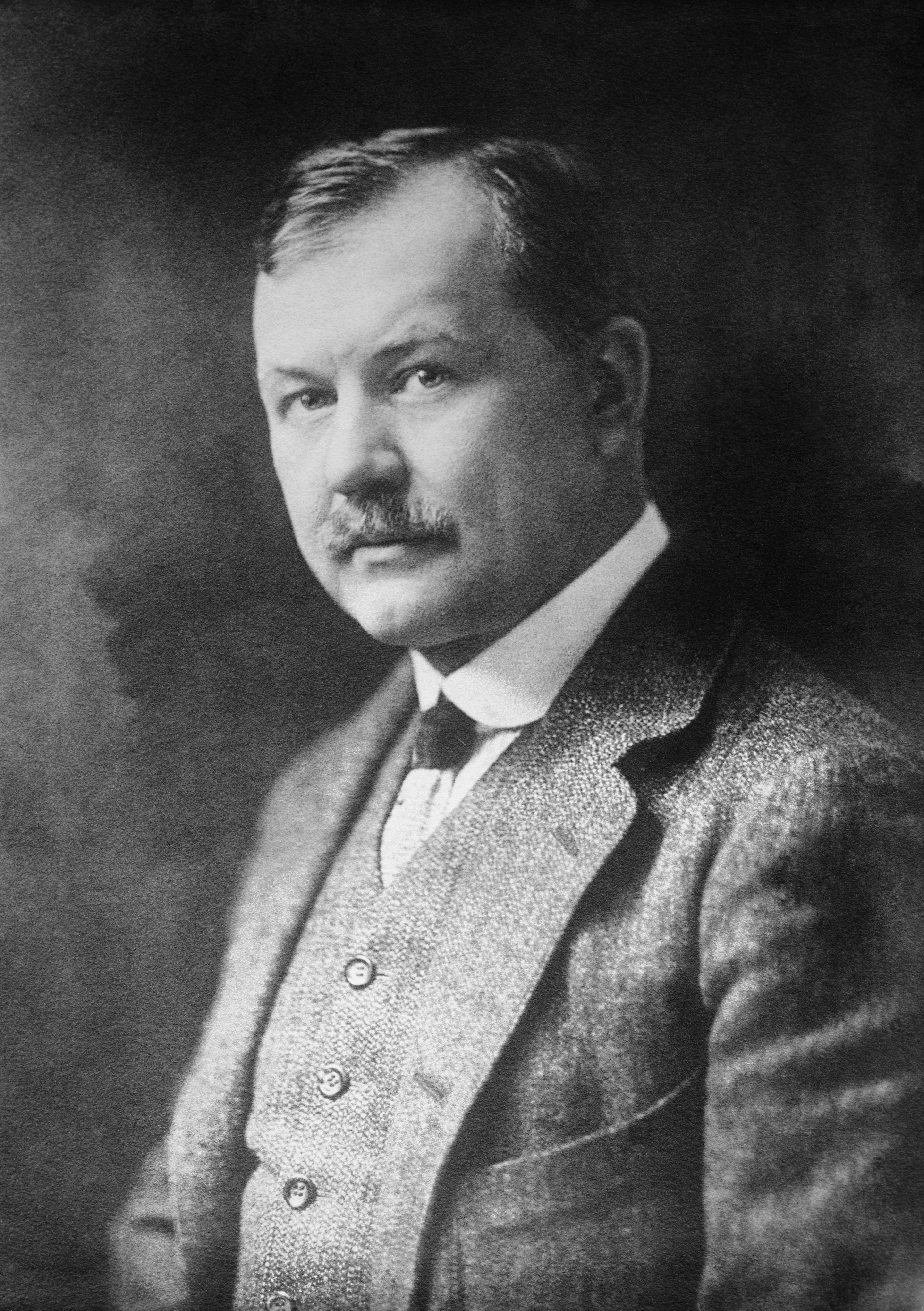
Franz Lehár; † 24. Oktober

- 24. Oktober: Franz Lehár, österreichischer Komponist (* 1870)
- 27. Oktober: Charles Levadé, französischer Komponist (* 1869)
- 29. Oktober: Antonio Létourneau, kanadischer Organist und Musikpädagoge (* 1885)
- 31. Oktober: Imogene Robertson, US-amerikanische Tänzerin und Schauspielerin (* 1905)
- 03. November: Eduard Gelbart, deutscher Organist, Pianist, Musikpädagoge und Komponist (* 1878)
- 04. November: Eduard Wellenkamp, deutscher Violoncellist, Orchester- und Kammermusiker, Organist und Komponist (* 1868)
- 04. November: Helena Zboińska-Ruszkowska, polnische Sängerin und Gesangspädagogin (* 1877)
- 10. November: Georgi Schagunow, bulgarischer Komponist (* 1873)

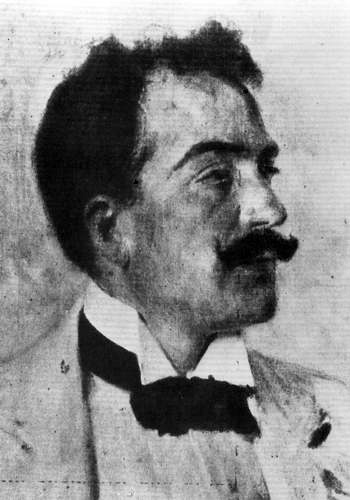
Umberto Giordano; † 12. November

- 12. November: Umberto Giordano, italienischer Komponist (* 1867)
- 14. November: Gustav Beckmann, deutscher Musikwissenschaftler, Dirigent und Komponist (* 1883)
- 14. November: Hermann Simon, deutscher Komponist (* 1896)
- 16. November: Rosalia Chalia, kubanische Opernsängerin (* 1864)
- 21. November: Horace Eubanks, US-amerikanischer Jazzmusiker (* 1894)
- 22. November: Clara Faisst, deutsche Komponistin, Musikpädagogin, Pianistin und Dichterin (* 1872)
- 22. November: Herbert Hiebsch, deutsch-tschechischer Musikwissenschaftler und nationalsozialistischer Musikfunktionär (* 1905)
- 23. November: Üzeyir Hacıbəyov, aserbaidschanischer Komponist (* 1885)
- 23. November: Stan Hasselgård, schwedischer Jazz-Klarinettist (* 1922)

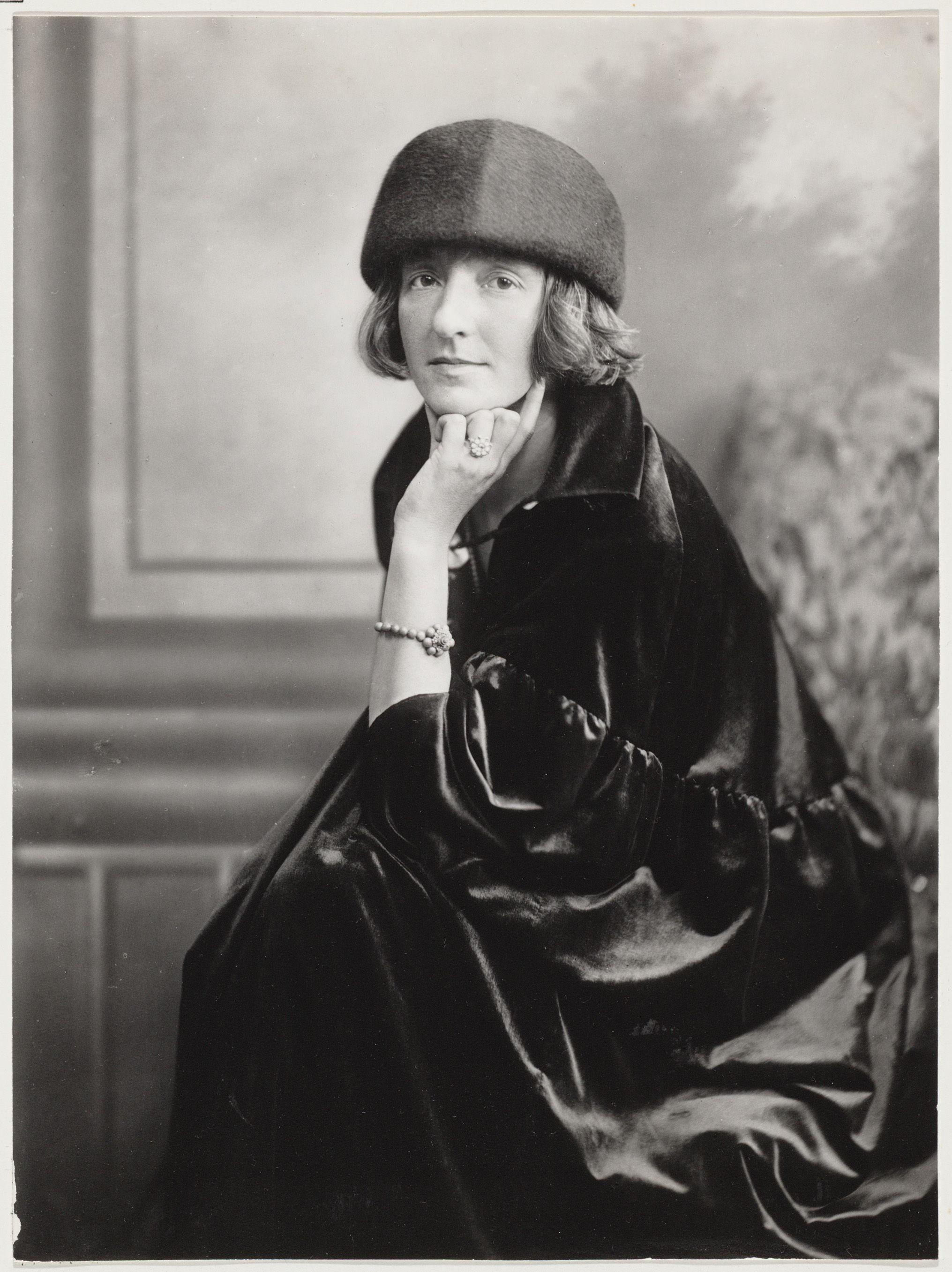
Gertrud Leistikow; † 23. November

- 23. November: Gertrud Leistikow, deutsche Tänzerin (* 1885)
- 24. November: Raoul Koczalski, polnischer Pianist und Komponist (* 1885)
- 25. November: Bjarnat Krawc, sorbischer Komponist und Musikpädagoge (* 1861)
- 01. Dezember: Elizabeth Duncan, US-amerikanische Tanzpädagogin (* 1871)
- 01. Dezember: Leopold Materna, österreichischer Dirigent und Komponist von E-Musik (* 1872)
- 02. Dezember: Chano Pozo, kubanischer Sänger und Percussionist (* 1915)
- 04. Dezember: Rudolf Siegel, deutscher Dirigent und Komponist (* 1878)
- 05. Dezember: Kerry Mills, US-amerikanischer Komponist und Musikverleger (* 1869)
- 09. Dezember: Dave Tough, US-amerikanischer Schlagzeuger des Jazz (* 1907)
- 10. Dezember: Enrique Mario Casella, argentinischer Komponist (* 1891)
- 11. Dezember: Risto Savin, jugoslawischer Komponist (* 1859)
- 12. Dezember: Franjo Dugan, kroatischer Komponist (* 1874)
- 14. Dezember: R. O. Morris, britischer Komponist und Musikpädagoge (* 1886)
- 15. Dezember: Leopold Dubois, österreichischer Balletttänzer und Choreograf (* 1876)
- 17. Dezember: Edgar Istel, deutscher Komponist und Musikwissenschaftler (* 1880)
- 18. Dezember: William Arms Fisher, US-amerikanischer Komponist, Musikhistoriker und -verleger (* 1861)
- 20. Dezember: Christopher Rawdon Briggs, britischer Geiger und Musikpädagoge (* 1869)
- 21. Dezember: Erich Kauffmann-Jassoy, deutscher Komponist (* 1877)
- 24. Dezember: Erich Ziegler, deutscher Musiker und Kapellmeister (* 1900)
- 27. Dezember: Arrigo Serato, italienischer Geiger und Musikpädagoge (* 1877)
- 29. Dezember: Harry Farjeon, britischer Komponist (* 1878)
- 31. Dezember: Rosina Buckman, neuseeländische Opernsängerin (* 1881)
- 31. Dezember: Fritz Jacoby, deutscher Komponist (* 1889)
- 00. Dezember: Max Saal, deutscher Harfenist, Pianist und Musikpädagoge (* 1882)

### Genaues Todesdatum unbekannt
- Anastasio Bolívar, kolumbianischer Musiker, Dirigent, Komponist und Musikverleger (* 1896)
- Pierre Camus, französischer Flötist, Komponist, Lehrer und Dirigent (* 1885)
- Wilton Crawley, US-amerikanischer Entertainer, Komponist und Klarinettist (* 1900)
- Josef Frischen, deutscher Dirigent, Theater- und Musikdirektor sowie Kapellmeister, Komponist (* 1863)
- Rafael Hofstein, deutscher Musiker, Komponist, Chasan (* 1858)
- Egon Neumann, österreichischer Komponist (* 1894)
- Stefan Ochaba, österreichischer Komponist, Kirchenmusiker und Chorleiter (* 1904)
- Lope Alberdi Recalde, baskischer Orgelbauer (* 1869)
- Max Werner-Kersten, deutscher Komponist (* 1880)